# 東九州自動車道

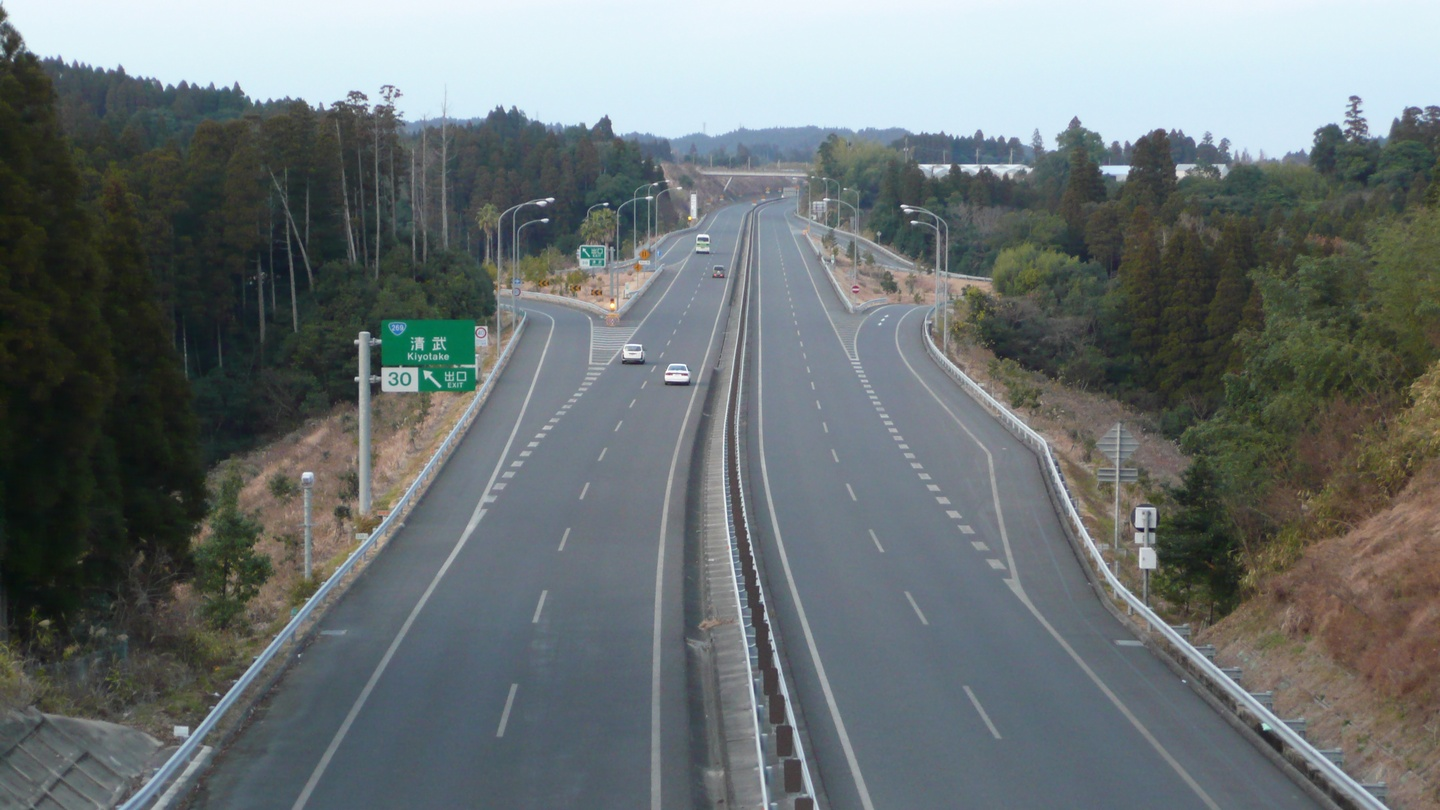
清武IC付近(宮崎県宮崎市)

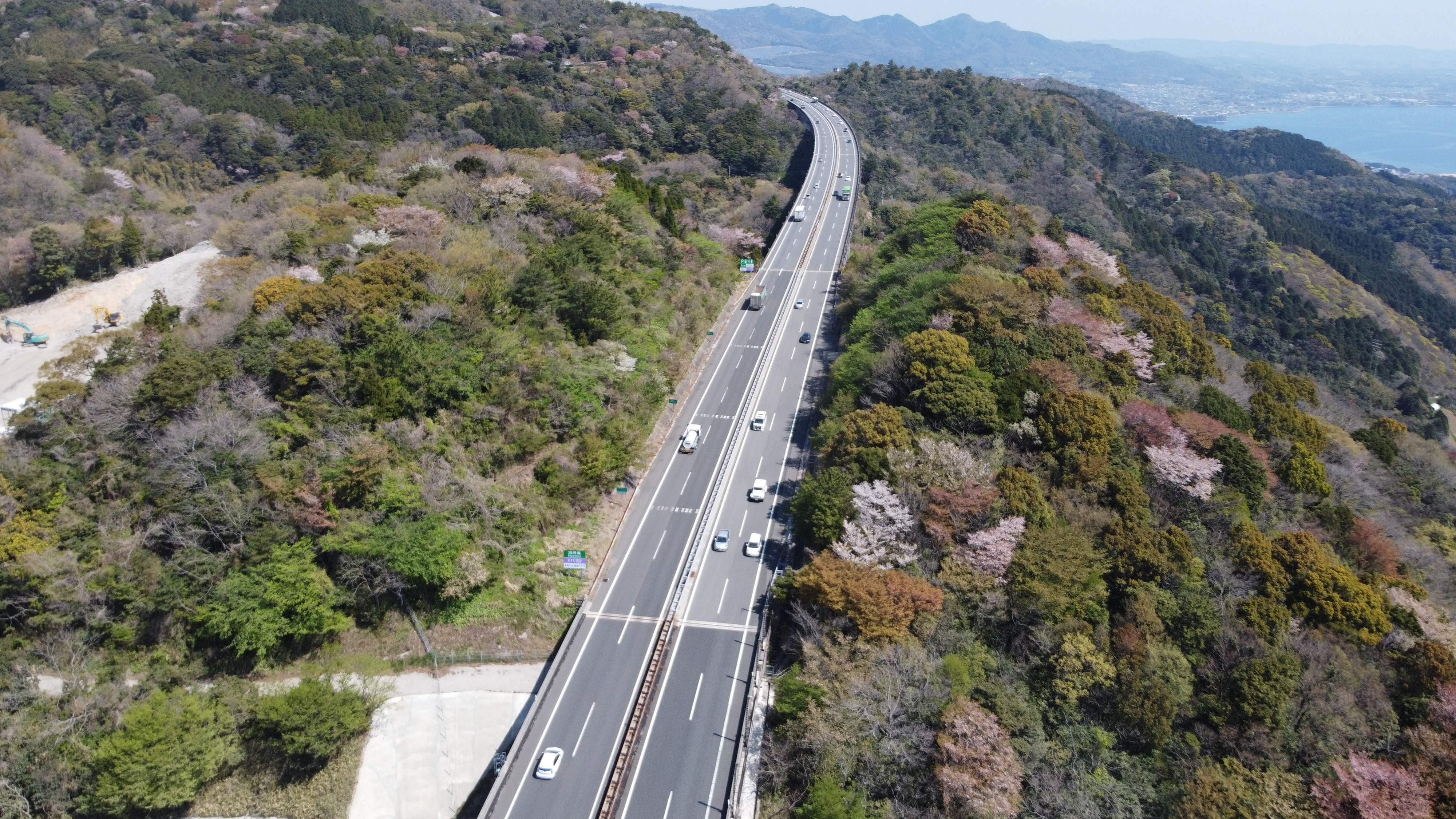
E10 別府明礬温泉あたり（空撮）

東九州自動車道（ひがしきゅうしゅうじどうしゃどう、英語: HIGASHI-KYUSHU EXPWY）は、福岡県北九州市小倉南区を起点とし、大分県、宮崎県を経由し、鹿児島県姶良市に至る、高速道路（高速自動車国道）。略称は東九州道（ひがしきゅうしゅうどう）。
高速道路ナンバリングによる路線番号は、北九州ジャンクション (JCT) - 清武JCT間が宮崎自動車道とともに「E10」、清武JCT - 加治木JCT間が「E78」と割り振られている。

## 概要
東九州と冠する名の通り、九州の東側（周防灘・豊後水道・日向灘・志布志湾沿い）を南北に結んで大隅半島の付け根を横断し、北九州市・大分市・宮崎市・鹿児島市といった政令指定都市や中核市等を相互に連絡する道路である。
北九州市 - 宮崎市間は概ね国道10号や日豊本線と並行しているが、大分市 - 延岡市間にかけては一部両線から離れた地域を通っている。宮崎市 - 加治木JCT間は国道10号・日豊本線の南側へ大きく迂回するルートとなっている（志布志市までは日南線と並行している）。加治木JCT - 鹿児島ICは九州自動車道と重複区間となっており、再び国道10号・日豊本線と並走する。
九州横断自動車道長崎大分線との重複区間である速見IC - 大分米良ICについては、かつては『大分自動車道』（速見IC - 日出JCTは速見支線）の名称で案内されていたが、2015年（平成27年）3月1日に速見IC - 日出JCTが通称名として、2018年（平成30年）8月5日に通称名としていた速見支線を含む速見IC - 日出JCT - 大分米良ICが、それぞれ『東九州自動車道』に改められた。
なお、編入された区間のうち、大分農業文化公園IC - 大分IC間は最大で標高約400 mの別府湾岸の山肌を通るため、雨のたびに霧が発生しやすく、冬場は降雪に見舞われることがあり、東九州道編入以前から悪天候による通行止めが多い区間である。また、中津IC - 別府IC間では積雪時に冬用タイヤ・チェーン規制を敷く場合がある。
1999年（平成11年）11月27日に大分米良IC - 大分宮河内IC間が東九州自動車道として初めて開通。以降、前述の重複区間を除けば現在までに北九州JCT - 日南東郷IC間、および志布志IC - 加治木JCT間の2区間が東九州自動車道ないし東九州道のネットワークの一部に組み込まれる予定の高速自動車国道に並行する一般国道自動車専用道路（いわゆるA'路線）として開通している。
A'路線としては国道10号のバイパスである椎田道路（みやこ町 - 築上町）、宇佐別府道路（宇佐市 - 日出町）、延岡道路（延岡市）、延岡南道路（延岡市 - 門川町）、隼人道路（霧島市 - 姶良市）、国道220号のバイパスである日南・志布志道路（日南市 - 志布志市・2区間）、油津・夏井道路（日南市 - 志布志市・2区間）、南郷奈留道路（日南市 - 串間市）が該当する。
新直轄方式による整備区間として佐伯IC - 北川IC間、清武JCT - 日南東郷IC、志布志IC - 鹿屋串良JCT、鹿屋串良JCT - 末吉財部IC間が開通しており、日南東郷IC - 油津IC間、油津IC - 南郷IC間、南郷IC - 奈留IC、奈留IC - 夏井IC間、夏井IC - 志布志IC間の5区間で整備事業が進む。
なお、速見IC - 大分米良IC間は北大道路の一部でもある。

### 事業名・道路名
高速自動車国道としての東九州自動車道は、高速自動車国道の路線を指定する政令により下記のとおりとされている。
| 起点     | 重要な経過地 | 終点     |
| -------- | --- | -------- |
| 北九州市 | 行橋市 福岡県京都郡みやこ町 同県築上郡築上町 豊前市 中津市 宇佐市 大分県速見郡日出町 別府市 大分市 臼杵市 津久見市 佐伯市 延岡市 日向市 西都市 宮崎市 日南市 串間市 志布志市 鹿屋市 曽於市 霧島市 姶良市 | 鹿児島市 |

これを営業中・事業中路線の道路名に区分すると以下のようになる。※は高速自動車国道に並行する一般国道自動車専用道路。なおこれらの区間も現地案内標識では「東九州道」の表記がされている。
| 路線番号 | 道路名         | 区間                     | 備考                                                       |
| -------- | -------------- | ------------------------ | ---------------------------------------------------------- |
| E10      | 東九州自動車道 | 北九州JCT - みやこ豊津IC |                                                            |
| E10      | 東九州自動車道 | みやこ豊津IC - 椎田南IC  | 椎田道路※                                                  |
| E10      | 東九州自動車道 | 椎田南IC - 宇佐IC        |                                                            |
| E10      | 東九州自動車道 | 宇佐IC - 速見IC          | 宇佐別府道路※                                              |
| E10      | 東九州自動車道 | 速見IC - 日出JCT         | 2015年通称名として編入、2018年大分自動車道速見支線から編入 |
| E10      | 東九州自動車道 | 日出JCT - 大分米良IC     | 2018年大分自動車道から編入                                 |
| E10      | 東九州自動車道 | 大分米良IC - 佐伯IC      |                                                            |
| E10      | 東九州自動車道 | 佐伯IC - 北川IC          | 新直轄区間                                                 |
| E10      | 東九州自動車道 | 北川IC - 延岡南IC        | 延岡道路※                                                  |
| E10      | 東九州自動車道 | 延岡南IC - 門川IC        | 延岡南道路※                                                |
| E10      | 東九州自動車道 | 門川IC - 清武JCT         |                                                            |
| E78      | 東九州自動車道 | 清武JCT - 日南東郷IC     | 新直轄区間                                                 |
| E78      | （未開通）     | 日南東郷IC - 油津IC      | 日南・志布志道路※                                          |
| E78      | （未開通）     | 油津IC - 南郷IC          | 油津・夏井道路※                                            |
| E78      | （未開通）     | 南郷IC - 奈留IC          | 南郷奈留道路※                                              |
| E78      | （未開通）     | 奈留IC - 夏井IC          | 油津・夏井道路※                                            |
| E78      | （未開通）     | 夏井IC - 志布志IC        | 日南・志布志道路※                                          |
| E78      | 東九州自動車道 | 志布志IC - 末吉財部IC    | 新直轄区間                                                 |
| E78      | 東九州自動車道 | 末吉財部IC - 隼人東IC    |                                                            |
| E78      | 東九州自動車道 | 隼人東IC - 加治木JCT/IC  | 隼人道路※                                                  |
| E3       | 九州自動車道   | 加治木JCT/IC - 鹿児島IC  | 九州自動車道との重複区間                                   |

以下においては、特に断らない限り（並行する一般国道自動車専用道路を含めた）道路名としての「東九州自動車道」の区間について述べ、重複する九州自動車道の区間については基本的に当該記事に委ねる。

## インターチェンジなど
- IC番号欄の背景色が■である部分については道路が供用開始済みの区間を示している。また、施設名欄の背景色が■である部分は施設が供用されていない、または完成していないことを示す。なお、未開通区間の名称は仮称である。
- スマートIC等のETC専用ICは背景色■で示す。
- ハーフICは備考欄に通行可能となる出入口を記してある。
- 路線名の特記がないものは市町道。
- BSのうち、○/●は運用中、◆は休止中の施設。無印はBSなし。
- 高速道路ナンバリング（高速道路等路線番号）は、北九州JCT - 清武JCT間が「E10」、清武JCT - 加治木JCT間は「E78」となっている[4]。
- 宇佐別府道路区間のIC番号は開通時のものから2015年（豊前 - 宇佐開通時）、2018年（速見 - 大分米良編入時）に、それぞれ他の区間と連続した番号になるように変更されている。詳細は宇佐別府道路の記事を参照。なお、#歴史でも後述する。

凡例
JCT : ジャンクション、IC : インターチェンジ、SIC : スマートインターチェンジ、SA : サービスエリア、PA : パーキングエリア、BS : バスストップ、TB : 本線料金所、TN : トンネル
| IC 番号 | 施設名                | 接続路線名                                                   | 起点 から (km) | BS | 備考                                                | 所在地   | 所在地            | 所在地            |
| ------- | --------------------- | ------------------------------------------------------------ | -------------- | -- | --------------------------------------------------- | -------- | ----------------- | ----------------- |
| 2-1     | 北九州JCT             | E3 九州自動車道                                              | 0.0            | -  |                                                     | 福岡県   | 北九州市 小倉南区 | 北九州市 小倉南区 |
| 1       | 苅田北九州空港IC      | 県道245号新北九州空港線                                      | 8.2            |    |                                                     | 福岡県   | 京都郡 苅田町     | 京都郡 苅田町     |
| 2       | 行橋IC                | 国道201号                                                    | 16.8           |    |                                                     | 福岡県   | 行橋市            | 行橋市            |
| 2-1     | 今川PA/SIC 行橋今川BS | [ 注釈 7 ]                                                   | 19.1           | ◆  |                                                     | 福岡県   | 行橋市            | 行橋市            |
| 3       | みやこ豊津IC          | 国道10号（行橋バイパス・椎田道路）                           | 24.2           |    |                                                     | 福岡県   | 京都郡 みやこ町   | 京都郡 みやこ町   |
| 4       | 築城IC                | 県道237号寒田下別府線                                        | 26.5           |    |                                                     | 福岡県   | 築上郡 築上町     | 築上郡 築上町     |
| -       | 椎田TB                | -                                                            | 27.2           |    | 本線料金所。2014年12月13日廃止                      | 福岡県   | 築上郡 築上町     | 築上郡 築上町     |
| 5       | 椎田IC                | 県道231号黒平椎田線                                          | 31.4           |    |                                                     | 福岡県   | 築上郡 築上町     | 築上郡 築上町     |
| 6       | 椎田南IC              | 国道10号椎田道路（豊前市方面）                               | 33.1           |    | 北九州方面出入口                                    | 福岡県   | 築上郡 築上町     | 築上郡 築上町     |
| 7       | 豊前IC                | 県道32号犀川豊前線                                           | 40.3           |    |                                                     | 福岡県   | 豊前市            | 豊前市            |
| 7-1     | 上毛PA/SIC            | [ 注釈 8 ]                                                   | 45.5           |    |                                                     | 福岡県   | 築上郡 上毛町     | 築上郡 上毛町     |
| 8       | 中津IC                | 中津日田道路                                                 | 52.5           |    |                                                     | 大分県   | 中津市            | 中津市            |
| 9       | 宇佐IC                | 国道10号（宇佐道路） 県道625号宇佐インター線                 | 61.4           |    |                                                     | 大分県   | 宇佐市            | 宇佐市            |
| 9-1     | 院内IC/TB             | 国道387号                                                    | 64.5           |    | 加治木方面出入口 本線料金所は2014年9月16日廃止      | 大分県   | 宇佐市            | 宇佐市            |
| 9-2     | 安心院IC              | 県道42号山香院内線                                           | 69.7           | ○  |                                                     | 大分県   | 宇佐市            | 宇佐市            |
| 9-3     | 大分農業文化公園IC    | 県道42号山香院内線（バイパス）                               | 76.0           |    |                                                     | 大分県   | 宇佐市            | 宇佐市            |
| 9-4     | 速見IC                | 国道10号（E97 日出バイパス） 県道24号日出山香線              | 82.3           |    |                                                     | 大分県   | 速見郡 日出町     | 速見郡 日出町     |
| 10      | 日出JCT               | E34 大分自動車道                                             | 85.6           | -  | 大分道鳥栖方面⇔東九州道清武方面が直結する構造       | 大分県   | 速見郡 日出町     | 速見郡 日出町     |
| 10-1    | 別府湾SA/SIC          | 県道218号別府山香線（バイパス）                              | 88.1           | ○  |                                                     | 大分県   | 別府市            | 別府市            |
| 11      | 別府IC                | 県道11号別府一の宮線                                         | 92.8           | ◆  |                                                     | 大分県   | 別府市            | 別府市            |
| -       | 挾間BS                | -                                                            | 103.2          | ◆  | 休止中                                              | 大分県   | 由布市            | 由布市            |
| 12      | 大分IC                | 県道21号大分臼杵線                                           | 107.6          |    |                                                     | 大分県   | 大分市            | 大分市            |
| 13      | 大分光吉IC            | 県道628号大分光吉インター線                                  | 112.0          |    |                                                     | 大分県   | 大分市            | 大分市            |
| 14      | 大分米良IC            | 国道10号（大分南バイパス） 県道56号中判田下郡線              | 115.4          |    |                                                     | 大分県   | 大分市            | 大分市            |
| -       | 大分松岡PA            | -                                                            | 118.3          |    |                                                     | 大分県   | 大分市            | 大分市            |
| 15      | 大分宮河内IC          | 中九州横断道路（調査中） 国道197号（大分東バイパス）         | 121.6          |    |                                                     | 大分県   | 大分市            | 大分市            |
| 16      | 臼杵IC                | 国道502号                                                    | 135.6          |    |                                                     | 大分県   | 臼杵市            | 臼杵市            |
| 17      | 津久見IC              | 県道648号津久見インター線                                    | 142.6          |    |                                                     | 大分県   | 津久見市          | 津久見市          |
| -       | 佐伯弥生PA            | -                                                            | 152.4          | -  | 上り線のみ 下り線は事業中                           | 大分県   | 佐伯市            | 佐伯市            |
| -       | 佐伯TB                | -                                                            | 155.6          |    | 本線料金所                                          | 大分県   | 佐伯市            | 佐伯市            |
| 18      | 佐伯IC                | 県道36号佐伯津久見線                                         | 155.6          |    |                                                     | 大分県   | 佐伯市            | 佐伯市            |
| 18-1    | 佐伯堅田IC            | 県道603号赤木吹原佐伯線                                      | 160.7          |    |                                                     | 大分県   | 佐伯市            | 佐伯市            |
| 19      | 蒲江IC                | 国道388号                                                    | 176.0          |    | かまえインターパークに近接                          | 大分県   | 佐伯市            | 佐伯市            |
| 19-1    | 蒲江波当津IC          | 県道630号蒲江波当津インター線                                | 184.8          |    |                                                     | 大分県   | 佐伯市            | 佐伯市            |
| 20      | 北浦IC                | 国道388号                                                    | 190.2          |    | 北浦臨海パークに近接                                | 宮崎県   | 延岡市            | 延岡市            |
| 20-1    | 須美江IC              | 県道243号須美江インター線                                    | 196.6          |    | 加治木方面出入口                                    | 宮崎県   | 延岡市            | 延岡市            |
| 21      | 北川IC                | 国道10号（現道）                                             | 202.2          |    | 道の駅北川はゆまに隣接                              | 宮崎県   | 延岡市            | 延岡市            |
| 22      | 延岡JCT               | E77 九州中央自動車道（北方延岡道路） 県道241号延岡インター線 | 215.0          | -  |                                                     | 宮崎県   | 延岡市            | 延岡市            |
| 22      | 延岡IC                | E77 九州中央自動車道（北方延岡道路） 県道241号延岡インター線 | 215.0          | ○  |                                                     | 宮崎県   | 延岡市            | 延岡市            |
| 23      | 延岡南IC              | 国道10号 （土々呂バイパス・延岡南道路）                      | 222.8          |    |                                                     | 宮崎県   | 延岡市            | 延岡市            |
| -       | 門川TB                | -                                                            | 226.4          |    | 本線料金所                                          | 宮崎県   | 東臼杵郡 門川町   | 東臼杵郡 門川町   |
| 24      | 門川IC                | 国道10号（現道） 県道226号土々呂日向線                       | 226.5          |    | 北九州方面出入口                                    | 宮崎県   | 東臼杵郡 門川町   | 東臼杵郡 門川町   |
| -       | 門川BS                | -                                                            | 227.3          | ○  |                                                     | 宮崎県   | 東臼杵郡 門川町   | 東臼杵郡 門川町   |
| 24-1    | 門川南SIC             | [ 注釈 14 ]                                                  | 227.8          |    | 加治木方面出入口                                    | 宮崎県   | 東臼杵郡 門川町   | 東臼杵郡 門川町   |
| 25      | 日向IC                | 国道327号（日向バイパス）                                    | 240.4          | ○  |                                                     | 宮崎県   | 日向市            | 日向市            |
| 26      | 都農IC                | 県道303号都農インター線                                      | 260.4          |    |                                                     | 宮崎県   | 児湯郡            | 都農町            |
| -       | 川南PA                | -                                                            | 267.4          |    | かわみなみPLATZが隣接                               | 宮崎県   | 児湯郡            | 川南町            |
| 27      | 高鍋IC                | 県道308号高鍋インター線                                      | 273.3          |    |                                                     | 宮崎県   | 児湯郡            | 高鍋町            |
| -       | 新富SIC               |                                                              | 279.1          |    | 事業中                                              | 宮崎県   | 児湯郡            | 新富町            |
| 28      | 西都IC                | 県道321号西都インター線                                      | 285.4          | ○  |                                                     | 宮崎県   | 児湯郡            | 新富町            |
| 28      | 西都IC                | 県道321号西都インター線                                      | 285.4          | ○  | 西都市                                              | 宮崎県   |                   |                   |
| -       | 国富BS                | -                                                            | 296.4          | ◆  | 2019年10月7日、国富SIC内に移転                      | 宮崎県   | 東諸県郡 国富町   | 東諸県郡 国富町   |
| 28-1    | 国富SIC               | 県道26号宮崎須木線                                           | 297.0          | ○  | 国富BSを併設                                        | 宮崎県   | 東諸県郡 国富町   | 東諸県郡 国富町   |
| -       | 宮崎BS                | -                                                            | 301.1          | ○  |                                                     | 宮崎県   | 宮崎市            | 宮崎市            |
| 29      | 宮崎西IC              | 国道10号（宮崎西バイパス）                                   | 302.2          |    |                                                     | 宮崎県   | 宮崎市            | 宮崎市            |
| -       | 宮崎PA                | -                                                            | 305.2          |    |                                                     | 宮崎県   | 宮崎市            | 宮崎市            |
| 30      | 清武IC                | 県道371号清武インター線                                      | 310.1          |    |                                                     | 宮崎県   | 宮崎市            | 宮崎市            |
| 4-1     | 清武JCT               | E10 宮崎自動車道                                             | 312.3          | -  |                                                     | 宮崎県   | 宮崎市            | 宮崎市            |
| -       | 清武南TB              | -                                                            | 313.4          |    | 本線料金所                                          | 宮崎県   | 宮崎市            | 宮崎市            |
| 30-1    | 清武南IC              | 県道378号清武南インター線                                    | 313.5          |    |                                                     | 宮崎県   | 宮崎市            | 宮崎市            |
| 31      | 日南北郷IC            | 県道28号日南高岡線                                           | 331.3          |    | 道の駅きたごうに近接                                | 宮崎県   | 日南市            | 日南市            |
| 32      | 日南東郷IC            | 県道434号風田星倉線                                          | 340.3          |    | 北九州方面出入口                                    | 宮崎県   | 日南市            | 日南市            |
| -       | 油津IC                | 国道222号                                                    | 343.5          | -  | 事業中                                              | 宮崎県   | 日南市            | 日南市            |
| -       | 南郷IC                | 国道220号（現道） 県道436号日南南郷線                        | 349.9          | -  | 事業中                                              | 宮崎県   | 日南市            | 日南市            |
| -       | 奈留IC                | 国道220号（現道）                                            | 363.2          | -  | 事業中                                              | 宮崎県   | 串間市            | 串間市            |
| -       | 串間IC                | 県道112号今別府串間線                                        | 367.1          | -  | 事業中                                              | 宮崎県   | 串間市            | 串間市            |
| -       | 夏井IC                |                                                              | 377.3          | -  | 事業中 加治木方面出入口                             | 鹿児島県 | 志布志市          | 志布志市          |
| 35      | 志布志IC              | 都城志布志道路 県道63号志布志福山線                          | 381.0          | -  |                                                     | 鹿児島県 | 志布志市          | 志布志市          |
| 35-1    | 志布志有明IC          |                                                              | 384.4          | -  |                                                     | 鹿児島県 | 志布志市          | 志布志市          |
| 36      | 大崎IC                | 県道512号東原大崎線                                          | 390.7          | -  |                                                     | 鹿児島県 | 曽於郡 大崎町     | 曽於郡 大崎町     |
| 37      | 鹿屋串良JCT           | 大隅縦貫道                                                   | 400.2          | -  |                                                     | 鹿児島県 | 鹿屋市            | 鹿屋市            |
| 37-1    | 野方IC                | 県道64号大崎輝北線                                           | 406.7          |    | 地域活性化インターチェンジ 道の駅野方あらさのに隣接 | 鹿児島県 | 曽於郡 大崎町     | 曽於郡 大崎町     |
| 38      | 曽於弥五郎IC          | 県道71号垂水南之郷線                                         | 417.9          |    |                                                     | 鹿児島県 | 曽於市            | 曽於市            |
| 39      | 末吉財部IC            | 国道10号                                                     | 429.0          |    |                                                     | 鹿児島県 | 曽於市            | 曽於市            |
| -       | 末吉財部TB            | -                                                            | 429.0          |    | 本線料金所                                          | 鹿児島県 | 曽於市            | 曽於市            |
| -       | 国分PA                | -                                                            | 445.7          |    |                                                     | 鹿児島県 | 霧島市            | 霧島市            |
| 40      | 国分IC                | 国道10号                                                     | 451.5          |    |                                                     | 鹿児島県 | 霧島市            | 霧島市            |
| -       | 霧島SIC               |                                                              | 453.5          |    | 事業中                                              | 鹿児島県 | 霧島市            | 霧島市            |
| 41      | 隼人東IC              | 県道58号隼人港線                                             | 456.3          |    |                                                     | 鹿児島県 | 霧島市            | 霧島市            |
| 42      | 隼人西IC              | 県道471号北永野田小浜線                                      | 459.9          |    |                                                     | 鹿児島県 | 霧島市            | 霧島市            |
| 25      | 加治木IC              | 国道10号（加治木バイパス） 県道55号栗野加治木線              | 462.4          |    |                                                     | 鹿児島県 | 姶良市            | 姶良市            |
| 25-1    | 加治木JCT             | E3 九州自動車道                                              | 463.4          | -  |                                                     | 鹿児島県 | 姶良市            | 姶良市            |

## 歴史
| 1989 | (7月)(大分自動車道として)湯布院IC - 日出JCT予定地 - 別府IC                                                                 |
| 1990 | (2月)延岡南IC - 門川IC |
| 1991 | (3月)椎田南IC - みやこ豊津IC                                                                                               |
| 1992 | (3月)隼人東IC - 加治木IC (12月)(大分自動車道として)別府IC - 大分IC                                                         |
| 1993 | (3月)院内IC - 速見IC |
| 1994 | (12月)宇佐IC - 院内IC、(大分自動車道として)速見IC - 日出JCT                                                                |
| 1995 | |
| 1996 | |
| 1997 | |
| 1998 | |
| 1999 | (11月)大分米良IC - 大分宮河内IC                                                                                            |
| 2000 | (3月)国分IC - 隼人東IC、宮崎西IC - 清武JCT                                                                                 |
| 2001 | (3月)西都IC - 宮崎西IC (12月)大分宮河内IC - 津久見IC                                                                       |
| 2002 | (3月)末吉財部IC - 国分IC                                                                                                   |
| 2003 | |
| 2004 | |
| 2005 | (4月)延岡IC - 延岡南IC |
| 2006 | (2月)北九州JCT - 苅田北九州空港IC                                                                                          |
| 2007 | |
| 2008 | (6月)津久見IC - 佐伯IC |
| 2009 | |
| 2010 | (3月)曽於弥五郎IC - 末吉財部IC (7月)高鍋IC - 西都IC (12月)門川IC - 日向IC                                                  |
| 2011 | |
| 2012 | (12月)須美江IC - 延岡IC/JCT、都農IC - 高鍋IC                                                                               |
| 2013 | (2月)蒲江IC - 北浦IC (3月)清武JCT - 清武南IC                                                                               |
| 2014 | (3月)北浦IC - 須美江IC、日向IC - 都農IC、苅田北九州空港IC - 行橋IC (12月)行橋IC - みやこ豊津IC、鹿屋串良JCT - 曽於弥五郎IC |
| 2015 | (3月)豊前IC - 宇佐IC、佐伯IC-蒲江IC                                                                                        |
| 2016 | (4月)椎田南IC - 豊前IC |
| 2017 | |
| 2018 | (3月)日南北郷IC - 日南東郷IC                                                                                               |
| 2019 | |
| 2020 | |
| 2021 | (7月)志布志IC - 鹿屋串良JCT                                                                                                |
| 2022 | |
| 2023 | (3月)清武南IC - 日南北郷IC                                                                                                 |

- 1974年（昭和48年）：椎田道路事業化。
- 1978年（昭和53年）：隼人道路事業化[21]。
- 1987年（昭和62年）
  - 6月30日：第四次全国総合開発計画（四全総）において高規格幹線道路として新たに「東九州縦貫自動車道」（北九州 - 鹿児島間、通過都道府県 : 福岡県、大分県、宮崎県、鹿児島県）が指定される[22]。
  - 9月1日：国土開発幹線自動車道建設法が改正され、国土開発幹線自動車道の予定路線として新たに「東九州自動車道」（北九州市 - 鹿児島市間、主たる経過地 : 行橋市付近、大分市付近、延岡市付近、宮崎市付近、日南市付近、鹿屋市付近）が指定される。
- 1988年（昭和63年）：隼人道路工事着手[21]。
- 1989年（平成元年）
  - 2月17日：高速自動車国道の路線を指定する政令が改正され（平成元年政令第35号）、高速自動車国道の路線として以下の3路線が指定される。
    - 東九州自動車道大分佐伯線（大分市 - 佐伯市間、重要な経過地 : 臼杵市、津久見市）
    - 東九州自動車道延岡清武線（延岡市 - 宮崎県宮崎郡清武町間、重要な経過地 : 日向市、西都市、宮崎市）
    - 東九州自動車道志布志隼人線（鹿児島県曽於郡志布志町 - 鹿児島県姶良郡隼人町間、重要な経過地 : 鹿屋市、国分市）

  - 7月20日 : 大分自動車道として（湯布院IC - ）日出JCT予定地 - 別府IC間開通。
- 1990年（平成2年）2月21日：国道10号延岡南道路 延岡南IC - 門川IC間開通。
- 1991年（平成3年）
  - 3月15日：国道10号椎田道路 椎田南IC - みやこ豊津IC間開通。
  - 12月20日：高速自動車国道の路線を指定する政令が改正され（平成3年政令第376号）、高速自動車国道の路線として以下の4路線が指定される。
    - 東九州自動車道北九州豊津線（北九州市 - 福岡県京都郡豊津町間、重要な経過地 : 行橋市）
    - 東九州自動車道椎田蒲江線（福岡県築上郡椎田町 - 大分県南海部郡蒲江町間、重要な経過地 : 豊前市、中津市、宇佐市、大分県速見郡日出町、別府市、大分市、臼杵市、津久見市、佐伯市）
    - 東九州自動車道延岡日南線（延岡市 - 日南市間、重要な経過地 : 日向市、西都市、宮崎市、宮崎県宮崎郡清武町）
    - 東九州自動車道串間鹿児島線（串間市 - 鹿児島市間、重要な経過地 : 鹿児島県曽於郡志布志町、鹿屋市、国分市、同県姶良郡隼人町、同郡加治木町）
- 1992年（平成4年）
  - 3月25日：国道10号隼人道路 隼人東IC - 加治木IC間開通[21]。
  - 12月3日：大分自動車道として別府IC - 大分IC間開通。当時は湯布院IC - 大分ICで料金の申告先払い制が用いられていた。
- 1993年（平成5年）3月29日：国道10号宇佐別府道路 院内IC - 速見IC間開通。
- 1994年（平成6年）12月15日：国道10号宇佐別府道路 宇佐IC - 院内IC間、大分自動車道として速見IC - 日出JCT間開通。宇佐別府道路と大分自動車道が接続。日出JCTにIC番号「10」を割り振るため、別府IC以降の番号を1ずつ繰り下げ。
- 1996年（平成8年）11月26日 : 大分自動車道として大分IC - 大分米良IC間開通。
- 1997年（平成9年）2月5日：高速自動車国道の路線を指定する政令が改正され（平成9年政令第12号）、北九州市から鹿児島市に至る1本の路線となる。
  - 東九州自動車道（北九州市 - 鹿児島市間、重要な経過地 : 行橋市、福岡県京都郡豊津町、同県築上郡椎田町、豊前市、中津市、宇佐市、大分県速見郡日出町、別府市、大分市、臼杵市、津久見市、佐伯市、同県南海部郡蒲江町、延岡市、日向市、西都市、宮崎市、宮崎県宮崎郡清武町、日南市、串間市、鹿児島県曽於郡志布志町、鹿屋市、国分市、同県姶良郡隼人町、同郡加治木町）
- 1999年（平成11年）11月27日：大分米良IC - 大分宮河内IC間開通。東九州自動車道単独としては初の開業区間。
- 2000年（平成12年）
  - 3月4日：国分IC - 隼人東IC間開通[23]により、東九州自動車道と隼人道路が直結。
  - 3月25日：宮崎西IC - 清武JCT間開通[23]により宮崎自動車道と接続。
- 2001年（平成13年）
  - 3月31日：西都IC - 宮崎西IC間開通。
  - 4月18日：大分農業文化公園IC供用開始。
  - 12月19日：加治木JCT開通により九州自動車道と隼人道路が直結。
  - 12月27日：大分宮河内IC - 津久見IC間開通。
- 2002年（平成14年）
  - 3月2日：末吉財部IC - 国分IC間開通。
  - 3月30日：速見ICで日出バイパスと接続。
- 2003年（平成15年）12月25日：第1回国土開発幹線自動車道建設会議において蒲江 - 北川間（26 km）、清武 - 北郷間（19 km）、北郷 - 日南間 （9 km）、志布志 - 末吉間（48 km）の4区間が新直轄方式による整備に切り替えられる[24]。
- 2005年（平成17年）4月23日：国道10号延岡道路 延岡IC - 延岡南IC間開通。
- 2006年（平成18年）
  - 2月7日：第2回国土開発幹線自動車道建設会議において佐伯 - 蒲江間（20 km）が新直轄方式による整備に切り替えられる[25]。
  - 2月18日：延岡JCTの供用開始により国道218号北方延岡道路（九州中央自動車道に並行する一般国道自動車専用道路）と接続。
  - 2月26日：北九州JCT - 苅田北九州空港IC間開通により九州自動車道と接続。
- 2007年（平成19年）3月22日：末吉財部料金所を廃止し本線上に新たに末吉財部料金所を新設。
- 2008年（平成20年）
  - 6月28日：津久見IC - 佐伯IC間開通。チャレンジ!おおいた国体の開催に合わせたもの。
  - 8月11日 : 大分光吉ICフルIC化。
- 2009年（平成21年）
  - 4月1日：別府湾SA内に別府湾スマートICが本格運用開始。
  - 6月30日：地域活性化ICとして清武南ICの設置許可が下りる。
  - 9月24日：西都IC - 宮崎西IC間、改良工事により同年11月22日まで全面通行止[26]。
  - 9月：清武南IC- 日南北郷ICの芳ノ元トンネルで地滑りが発生し、工事中断。
  - 時期不明：北郷IC - 日南IC間で建設中であった広渡川2号橋（L=265 m）に設計ミスによるひび割れが見つかり、取り壊し再建造となった。
- 2010年（平成22年）
  - 2月2日：開通区間の内、築城IC - 椎田IC、宇佐IC - 日出JCT、大分IC - 佐伯IC、延岡南IC - 門川IC、西都IC - 清武JCT、末吉財部IC - 加治木IC間が無料化社会実験の対象区間に指定。無料化社会実験期間中に開通する高鍋IC - 西都IC間、門川IC - 日向IC間も無料化社会実験の対象となる。
  - 3月14日：曽於弥五郎IC - 末吉財部IC間開通。
  - 7月17日：高鍋IC - 西都IC間開通。
  - 12月4日：門川IC - 日向IC間開通により、東九州自動車道と延岡南道路が直結。
- 2011年（平成23年）2月9日 : 日出JCT - 大分IC間が無料化社会実験の対象区間に指定される。
- 2012年（平成24年）
  - 4月20日：佐伯堅田IC（佐伯IC - 蒲江IC間）、野方IC（鹿屋串良IC - 曽於弥五郎IC間）が地域活性化ICとして追加設置が決定[27]。
  - 12月15日：須美江IC - 北川IC間、国道10号延岡道路 北川IC−延岡IC/JCT間開通。これにより、東九州自動車道と延岡道路が直結。
  - 12月22日：都農IC - 高鍋IC間開通。
- 2013年（平成25年）
  - 2月16日：蒲江IC - 北浦IC間開通。
  - 3月23日：清武JCT - 清武南IC間開通。
  - 4月8日：東九州道内最長となる猪八重トンネル貫通[28]。
  - 6月11日：門川南SIC（門川IC - 日向IC間）、国富SIC（西都IC - 宮崎西IC間）、桜島SIC（桜島SA内）の追加設置が決定[29]。
  - 9月9日：鹿屋串良JCT、野方ICの正式名称を決定[30]。
  - 10月11日：未事業化区間の日南IC - 志布志IC間において、「全線新設」「一部既存の国道220号を活用」「全線国道220号を改良」の3案が提示される[31][32]。
- 2014年（平成26年）
  - 2月8日：佐伯IC - 蒲江IC間の「佐伯トンネル」が貫通[33]。このトンネルは東九州自動車道（北九州〜宮崎間）の68本のトンネルのうちで最後に貫通したものである。平成元年の最初のトンネル貫通から、このトンネルの開通までには26年かかった[33]。
  - 3月8日：北浦IC - 須美江IC間開通[34][35][36]。
  - 3月16日：日向IC - 都農IC間開通[37]。これにより、清武南IC以北の宮崎県内すべての区間が暫定2車線で開通。
  - 3月23日：苅田北九州空港IC - 行橋IC間開通[38][39]。
  - 4月1日：宮崎市 - 延岡市間を結ぶ高速バス「ひむか号」が運行開始[40]。門川BSの供用開始。
  - 4月18日：事業中である椎田南IC - 豊前ICの一部区間で用地取得が難航していることを受けて、同区間における開通時期の努力目標が「2014年（平成26年）度」から「2016年（平成28年）春」へと見直される[41]。
  - 5月28日：日南IC - 志布志IC間の整備方針について、前述の3案のうち「全線バイパス案」（全区間を自動車専用道路として整備）に決定される。また、同区間内の計5か所にインターチェンジを新設する方針が示される[31][42][43]。
  - 9月16日：国道10号宇佐別府道路 院内ICに併設している「院内本線料金所」を廃止。翌9月17日より宇佐ICに「宇佐料金所」を供用開始[44]。なお、この工事と同時に、宇佐別府道路のIC番号を速見起点の「1、1-1、2 - 4」から苅田北九州空港IC起点の「9 - 13」に変更、大分農業文化公園ICの枝番を解消。
  - 12月13日：行橋IC - みやこ豊津IC間開通により、東九州自動車道と椎田道路が直結[45]。椎田南ICが供用開始。また、椎田道路の各ICで料金所の供用が開始されたため「椎田本線料金所」が廃止される[7][46][8]。
  - 12月21日：鹿屋串良JCT - 曽於弥五郎IC間開通、また鹿屋串良JCTで大隅縦貫道（串良鹿屋道路）と接続[47]。
- 2015年（平成27年）
  - 3月1日：豊前IC - 宇佐IC間開通[48]。同時に『大分自動車道速見支線』（速見IC - 日出JCT間）として供用されていた区間の通称名が『東九州自動車道』に変更される。
  - 3月7日：高速バス「北九州 - 別府・大分線」が運行開始[49]。
  - 3月21日：佐伯IC-蒲江IC間開通[50][51][52][53]。これにより大分県区間は全線開通となり、大分市と宮崎市の県都間が東九州道で結ばれる。
  - 4月1日：高速バス「別府・大分 - 延岡・宮崎線（愛称：パシフィックライナー）」が運行開始[54][55]。
  - 4月28日：今川PA内に「行橋今川BS」を開設[56]。
  - 7月13日：川南PAのトイレ増設工事が完了する[57]。
  - 7月14日：椎田南IC - 豊前IC間建設予定地の農家の園主が土地売却を拒否し立木トラストで対抗していたミカン畑を強制収用する行政代執行に着手[58][59]。
  - 9月12日：高速バス「北九州 - 別府・大分線」の愛称が「ゆのくに号」に決定する[60]。
  - 9月18日：福岡県が、椎田南IC - 豊前IC間建設予定地に未取得のまま残っていたミカン園の一部約0.2 haを行政代執行で強制収用[58][61]。これにより北九州市から宮崎市にかけた東九州道の建設に必要な用地取得がすべて完了[61]。
- 2016年（平成28年）
  - 3月8日：未事業化区間である日南 - 志布志間（40.7 km）のうち、日南IC - 油津IC間（3.2 km）と夏井IC - 志布志IC間（3.7 km）が国道220号日南・志布志道路として新規事業採択時評価の候補路線となる[62]。
  - 4月1日：国道220号日南・志布志道路 日南IC - 油津IC間、同 夏井IC - 志布志IC間が事業化[63][64]。
  - 4月16日 : 未明に熊本地方を震源とするマグニチュード7.3の地震（熊本地震の本震）が発生。土砂崩れや道路の陥没の被害を受け、安心院IC - 佐伯IC間が通行止めとなる[65]。大分IC - 佐伯IC間は20時に通行止めが解除されるが[66][67]、安心院IC - 大分IC間が引き続き通行止め[67]。
  - 4月17日 : 安心院IC - 速見IC間が15時に、別府IC - 大分IC間が21時に通行止めを解除[68][69]。
  - 4月18日：西日本高速道路は椎田南IC - 豊前IC間の開通式典について、熊本地震の被災者への配慮や被災地の高速道路復旧に全力で取り組む必要があることなどから開通式典の中止を発表[70]。
  - 4月21日 : 速見IC - 別府IC間が0時に通行止めを解除[71]。
  - 4月24日：椎田南IC - 豊前IC間開通。これにより福岡県区間は全線開通となり、北九州市・大分市・宮崎市が東九州道（大分道重複区間を含む）で結ばれる[72][73][74]。この区間の開通をもって「E10」にあたる区間は全線で供用された。
  - 9月2日：北郷IC（仮称）、日南IC（仮称）の正式名称がそれぞれ「日南北郷IC」、「日南東郷IC」に決定[75]。
  - 11月30日：中津IC - 速見IC間で積雪時の冬用タイヤ規制を導入[6]。
- 2017年（平成29年）
  - 3月13日：北川IC - 延岡JCT間の、新宇和田トンネル南坑口 - 小峰天下高架橋北詰間（約1.3 km）で付加追越車線が供用開始[76]。
  - 3月25日：門川南スマートIC供用開始[77]
  - 4月7日：今川PAのコンビニエンスストア・ガスステーションが営業開始し、北九州JCT - 日出JCT間にガスステーションが初めて設置された[78]。
  - 8月10日：国土交通省により、志布志IC（仮称） - 大崎IC（仮称）間について新たに志布志有明IC（仮称）の追加設置が許可される[79]。
  - 9月29日：川南PAにガスステーションがオープン[80]、門川本線料金所 - 清武本線料金所間に初めてガスステーションが設置された。
  - 11月：清武南IC - 日南北郷ICの芳ノ元トンネルが9年半越しに貫通。
- 2018年（平成30年）
  - 3月11日：日南北郷IC - 日南東郷IC間開通[81]。
  - 3月14日：隼人道路全線（隼人東IC - 加治木JCT）の4車線化の手続き着手を国土交通省が発表[82][83]。
  - 3月29日：隼人道路全線の4車線化に2018年度から着手することを国土交通省が発表[84][21]。
  - 8月5日 : 別府湾スマートICの上り線出入口が供用開始[85]。
  - 8月5日：案内上の煩雑さの解消のため、速見支線を含む速見IC/JCT - 日出JCT - 大分米良ICの道路名が『大分自動車道』から『東九州自動車道』に変更される。速見・由布岳SIC以北と日出JCT以南の双方でIC番号を連続したものに振り直すため、宇佐別府道路の院内 - 速見間のIC番号が「9-1 - 9-4」に変更される[5]。
  - 10月31日：日向IC - 都農IC間の田久保川橋（寺迫ちょうちょ大橋）がアジアの高速道路橋で初めて、国際コンクリート連合 fib賞土木構造物部門最優秀賞を受賞[86]。
- 2019年（平成31年 / 令和元年）
  - 3月1日：油津IC - 南郷IC（6.4 km）、奈留IC - 夏井IC（14.1 km）が国道220号油津・夏井道路として新規事業採択時評価の候補路線となる[87]。
  - 3月8日：暫定2車線区間の苅田北九州空港IC - 行橋IC、宇佐IC - 院内IC、大分宮河内IC - 津久見IC、宮崎西IC - 清武ICの一部区間を4車線化にすると国土交通省が発表[88]。
  - 3月29日：油津IC - 南郷IC（6.4 km）、奈留IC - 夏井IC（14.1 km）が国道220号油津・夏井道路として新規事業化[89]。
  - 9月4日：東九州道の暫定2車線区間のうち、4車線化を優先整備するべき区間案を国土交通省が発表[90][91]。
  - 9月17日：大分市議会は国に対し、地方自治法第99条に基づく大分道・東九州道の濃霧対策に関する意見書を採択[92]。
  - 9月23日：佐伯弥生PAの上り線が供用開始[93]。
  - 9月27日：高鍋IC - 西都IC間に新富スマートIC（仮称）設置の準備段階調査開始を国土交通省が発表[94]。
  - 10月6日：国富スマートIC供用開始[95]。
  - 10月7日：国富BSを本線上から国富SIC内に移設[15][16]。
- 2020年（令和2年）
  - 3月30日：延岡南IC料金所の運用開始、延岡南道路の通行料金体系（ETC車限定）の変更・延岡南IC利用の特例料金の運用開始[96][97]。
  - 4月23日：川南PAの有人施設「かわみなみPLATZ」が開業[98]。
  - 11月22日："3か年緊急対策区間"である、「苅田北九州空港IC - 行橋IC間4車線化等事業」着工。
  - 12月6日："3か年緊急対策区間"である、「宮崎西IC - 清武IC間4車線化等事業」着工。
  - 12月13日："3か年緊急対策区間"である、「宇佐IC - 院内IC間・大分宮河内IC - 津久見IC間4車線化等事業」着工。
- 2021年（令和3年）
  - 3月5日 : 国土交通省が東九州道の4車線化優先整備区間のうち、2021年度に新たに4車線化事業に着手する候補箇所として築城IC - 椎田南IC間と大分宮河内IC - 臼杵IC間と高鍋IC - 西都IC間の一部を選定[99]。
  - 3月30日：築城IC - 椎田南IC間と大分宮河内IC - 臼杵IC間と高鍋IC - 西都IC間の一部において、国土交通省より4車線化工事の事業許可を受ける[100]。
  - 7月17日：志布志IC - 鹿屋串良JCT間開通[101]。
- 2022年（令和4年）
  - 3月4日 : 国土交通省が東九州道の4車線化優先整備区間のうち、2022年度に新たに4車線化事業に着手する候補箇所として津久見IC - 佐伯IC間の一部を選定[102]。
  - 3月30日：津久見IC - 佐伯IC間の一部において、国土交通省より4車線化工事の事業許可を受ける[103]。
  - 11月18日 : 苅田北九州空港IC - 行橋ICのうち、「3か年緊急対策区間（高城山トンネル - 行橋IC間）」延長1.1 kmが4車線で供用開始[104]。
  - 11月30日 : 隼人西IC - 加治木IC間延長3.6 km4車線化[105]。
- 2023年（令和5年）
  - 3月25日 : 清武南IC - 日南北郷IC間開通[106][107]。
  - 4月3日 : 都農IC ETC専用料金所化[108]。
  - 11月30日 : 大分松岡PA（上下線）にコンビニエンスストアがオープン[109]。
  - 12月 :優先整備区間「高鍋IC - 西都IC間4車線化等事業」、新富SIC（仮称）新設工事着工。
- 2024年（令和6年）
  - 3月1日：国土交通省より東九州自動車道に関して以下の情報が発表される。
    - 日南南郷IC - 奈留ICについて、2024年度新規事業化の方針が示される[110]。
    - 東九州道の4車線化優先整備区間のうち、2024年度に新たに4車線化事業に着手する候補箇所としてみやこ豊津 - 築城IC間、末吉財部 - 国分IC間の一部を選定。行橋 - みやこ豊津IC間と臼杵IC - 津久見IC間の一部を「準備調査候補箇所」に選定[111]。

  - 3月12日：社会資本整備審議会道路分科会事業評価部会において日南南郷IC - 奈留IC間が「国道220号南郷奈留道路」として2024年度に新規事業化されることが了承される[112]。これにより東九州自動車道は重複区間を除き全線で事業化された。
  - 3月18日：行橋IC・安心院IC ETC専用料金所化[113]。
  - 3月27日：みやこ豊津IC - 築城IC間の一部（延長1.2 km）および末吉財部IC - 国分IC間の一部（延長7.1 km）において、国土交通省より4車線化の事業許可を、行橋IC - みやこ豊津IC間（延長5.5 km）および臼杵IC - 津久見IC間の一部（延長4.2 km）において、4車線化準備調査の事業認可をそれぞれ受ける[114]。
- 2025年（令和7年）
  - 3月7日：宇佐IC - 院内IC 本線部（延長3.1km） 4車線化[115]。
  - 3月17日：大分米良IC・隼人西IC ETC専用料金所化[116]。
  - 6月15日：隼人東IC - 隼人西IC間延長3.7 km4車線化[117]。隼人道路の最高速度を80km/hに引き上げ[118]。

### 今後の予定
- 未定：宮崎PA - 清武IC（延長3.7km） 下り線2車線化→4車線化[119]。
- 未定 : 日南東郷IC - 志布志IC、各種4車線化事業、佐伯弥生PA（下り線）、新富SIC、霧島SIC

## 建設状況
以下では、建設に当たって障害の発生した区間、建設中区間、4車線化事業について説明する。

### 椎田南IC - 豊前IC間
この区間では、区間内にあるミカン農家が13年間にわたり用地の明け渡しを拒み、日本国政府に対し事業認定の取り消しを求める訴訟を提起していた。一方で福岡県収用委員会は、2015年1月に用地の明け渡しを命じる裁決を下し、同年9月に行政代執行で強制収用が完了した。NEXCO西日本は、会社努力目標として2016年春の開通を掲げ、「地元における事業への協力・理解が得られれば、協定上の完成年度よりも前倒しを目標として事業を進めていく」として事業の進捗が図られ、2016年4月24日に開通した。

### 清武南IC - 日南北郷IC間
この区間（延長17.8 km）では、用地取得とトンネル工事が難航した関係で開通時期が大幅にずれ込んでいたものの、2023年3月25日開通した。

### 日南東郷IC - 志布志IC間
この区間（延長40.7 km）のうち、日南東郷IC - 油津IC（延長3.2 km）と夏井IC - 志布志IC（延長3.7 km）が国道220号日南・志布志道路として2016年度より事業化され、油津IC - 南郷IC（延長6.4 km）と奈留IC - 夏井IC（延長14.1 km）が国道220号油津・夏井道路として2019年度より事業化され、南郷IC - 奈留IC（延長13.3 km）が国道220号南郷奈留道路として2024年度より事業化され、全線が事業化された。
この間のルートは国土交通省九州地方整備局が2013年10月11日に3案を示し、地元アンケートの結果や時間短縮効果、災害時の避難路としての機能等を踏まえ2014年5月28日の社会資本整備審議会（道路分科会九州地方小委員会）において全線で新たに自動車専用道路を新設する案が承認された。
この区間は東九州道において唯一完成2車線方式による整備となる予定である。

### 志布志IC - 末吉財部IC間
この区間（延長48.0 km）は、日本道路公団時代の1997年度に一括して事業化され、2003年の新直轄方式への移行を経て、このうち鹿屋串良JCT - 末吉財部ICが2014年までに、志布志IC - 鹿屋串良JCT間（延長19.2 km）については2021年7月17日に開通した。

### 暫定2車線区間の4車線化
すでに暫定2車線で開通済みの高速自動車国道に並行する一般国道自動車専用道路（A'路線）である隼人道路（隼人東IC - 加治木JCT）は、加治木JCT付近で交通量の増加により渋滞が発生していたため、2018年度より4車線化工事に着手した。A'路線を含めて東九州自動車道のうち、他の高速自動車国道に並行しない区間としては初となる、暫定2車線区間の4車線化である。
2019年の3月と9月に、東九州道の一部区間の4車線化が発表された。3月の発表では「防災・減災、国土強靱化のための3か年緊急対策」により、ネットワーク寸断の高い区間を付加車線設置による4車線化として発表された。また9月の発表では「優先的に4車線化すべき区間案」として東九州道の有料区間の大部分を4車線化する案が発表された。「防災・減災、国土強靱化のための3か年緊急対策」による区間は2019年度から財政投融資による建設を、「優先的に4車線化すべき区間」は今後10年 - 15年をかけて財源の確保をしつつ建設を進めていく予定としている。加えて、2023年5月には「道路整備特別措置法及び独立行政法人日本高速道路・債務返済機構法の一部を改正する法律」によって、高速道路料金の徴収期間の延長によって得られる財源も投入されることが決定された。
これらにより、宇佐IC - 院内IC間、隼人西IC - 加治木JCTが完成4車線となった。（2025年３月現在）
「3か年緊急対策区間」については、2020年12月ごろより順次着工した。「優先整備区間案」は3年 - 5年ごとに見直しが行われる予定のため、今後、整備区間に変更が起こる可能性がある。
| 区間                      | 暫定2車線区間距離 | 4車線化方針       | 状況 | 備考                         |
| ------------------------- | ----------------- | ----------------- | --- | ---------------------------- |
| 苅田北九州空港IC - 豊前IC | 約30km            | 優先整備区間      | "優先整備区間"築城 - 椎田南間(7.7km) 事業中 "優先整備区間"みやこ豊津 - 築城(1.2km) 2024年度事業候補 "優先整備区間"行橋 - みやこ豊津(5.5km) 2024年度調査区間候補                                                                                  | 椎田道路含む（一部重複指定） |
| 宇佐IC - 院内IC           | 約4.6km           | 3か年緊急対策区間 | 本線部完成済。 宇佐ICランプ部(1.5km)事業中。 |                              |
| 院内IC - 速見IC           | 約12km            | 優先整備区間      | | 宇佐別府道路                 |
| 大分宮河内IC - 佐伯IC     | 約24km            | 優先整備区間      | 以下の区間が事業中。 "優先整備区間"大分宮河内 - 臼杵間(6.8km)"3か年緊急対策区間"大分宮河内 - 津久見間(6.8km) "優先整備区間"佐伯弥生PA - 佐伯TB間(3.3km) 2024年度調査区間候補：臼杵 - 津久見 4.2km 佐伯弥生PA（下り線）の建設事業と並行して実施。 | （一部重複指定）             |
| 日向IC - 都農IC           | 約18km            | 優先整備区間      | |                              |
| 高鍋IC - 宮崎西IC         | 約20km            | 優先整備区間      | 高鍋 - 西都間事業中(4.7km) 新富スマート（仮称）建設事業と並行して実施。 |                              |
| 宮崎西IC - 清武IC         | 約3.7km           | 3か年緊急対策区間 | 宮崎PA-清武IC間で事業中。2025年8月7日、対面通行解消。 |                              |
| 末吉財部IC - 隼人東IC     | 約21km            | 優先整備区間      | 2024年度事業候補として"優先整備区間"末吉財部 - 国分(7.1km) 選定 霧島スマート（仮称）建設事業と並行して実施。 |                              |

## 路線状況

### 車線・最高速度・料金
| 区間                                 | 車線 上下線=上り線+下り線 | 最高速度          | 設計速度 | 料金      |
| ------------------------------------ | ------------------------- | ----------------- | -------- | --------- |
| 北九州JCT - 苅田北九州空港IC         | 4=2+2                     | 100 km/h （法定） | 100 km/h | 有料      |
| 苅田北九州空港IC - みやこ豊津IC      | 2=1+1 （暫定2車線）       | 70 km/h           | 100 km/h | 有料      |
| みやこ豊津IC - 椎田南IC （椎田道路） | 2=1+1 （暫定2車線）       | 70 km/h           | 80 km/h  | 有料      |
| 椎田南IC - 宇佐IC                    | 2=1+1 （暫定2車線）       | 70 km/h           | 100 km/h | 有料      |
| 宇佐IC - 院内IC （宇佐別府道路）     | 4=2+2                     | 70 km/h           | 80 km/h  | 有料      |
| 院内IC - 速見IC （宇佐別府道路）     | 2=1+1 （暫定2車線）       | 70 km/h           | 80 km/h  | 有料      |
| 速見IC - 大分米良IC                  | 4=2+2                     | 80 km/h           | 80 km/h  | 有料      |
| 大分米良IC - 大分宮河内IC            | 4=2+2                     | 80 km/h           | 100 km/h | 有料      |
| 大分宮河内IC - 佐伯IC                | 2=1+1 （暫定2車線）       | 70 km/h           | 100 km/h | 有料      |
| 佐伯IC - 北川IC                      | 2=1+1 （暫定2車線）       | 80 km/h           | 80 km/h  | 無料      |
| 北川IC - 延岡IC/JCT （延岡道路）     | 2=1+1 （暫定2車線）       | 70 km/h           | 100 km/h | 無料      |
| 延岡IC/JCT - 延岡南IC （延岡道路）   | 2=1+1 （暫定2車線）       | 70 km/h           | 100 km/h | 一部 有料 |
| 延岡南IC - 門川IC （延岡南道路）     | 2=1+1 （暫定2車線）       | 70 km/h           | 80 km/h  | 有料      |
| 門川IC - 宮崎PA                      | 2=1+1 （暫定2車線）       | 70 km/h           | 100 km/h | 有料      |
| 宮崎PA - 清武IC                      | 2=1+1 （対面通行解消）    | 70 km/h           | 100 km/h | 有料      |
| 清武IC - 清武JCT                     | 4=2+2                     | 70 km/h           | 100 km/h | 有料      |
| 清武JCT - 清武南IC                   | 2=1+1 （暫定2車線）       | 80 km/h           | 100 km/h | 有料      |
| 清武南IC - 日南東郷IC                | 2=1+1 （暫定2車線）       | 80 km/h           | 100 km/h | 無料      |
| （日南東郷IC - 志布志IC間未開通）    |                           |                   |          |           |
| 志布志IC - 末吉財部IC                | 2=1+1 （暫定2車線）       | 80 km/h           | 100 km/h | 無料      |
| 末吉財部IC - 隼人東IC                | 2=1+1 （暫定2車線）       | 70 km/h           | 100 km/h | 有料      |
| 隼人東IC - 加治木JCT （隼人道路）    | 4=2+2                     | 80 km/h           | 80 km/h  | 有料      |

本線ではないが宇佐IC分岐部 - 宇佐料金所間1.5kmについて4車線化が事業中である。
新直轄区間に該当する、佐伯IC - 北川IC、清武JCT - 日南東郷IC、志布志IC - 末吉財部ICの3区間については暫定2車線での整備計画となっているが、この3区間内で供用中の道路は対面通行になっておらず、中央分離帯が設けられている。
東九州道において完成2車線での整備計画となっている区間は、日南・志布志道路に相当する、日南東郷IC - 油津IC（仮称）間、および夏井IC（仮称） - 志布志IC間のみである。

#### 延岡南IC利用時の料金特例
2020年3月30日より、中型車以上の現金車を対象に延岡南ICの大分方面ランプ利用時の通行料金を設定。また、中型車以上で、延岡南道路を避けて大分方面から延岡南ICと、門川南SICもしくは日向ICで出入りした場合（およびその逆）で「延岡南道路を使用した」とみなして通行料金を徴収する。これは、延岡南IC周辺の生活道路への大型車流入対策の一環として行われるものである。これに伴い、延岡南ICに料金所が設置。（詳細は延岡南道路・延岡南インターチェンジ#料金所を参照。）
また、2024年3月までの限定で、延岡南道路のETC利用料金引き下げを同時に行う。

### 道路施設

#### 休憩施設
2025年1月現在では以下のようになっている。無人と表記されたパーキングエリアはトイレと自動販売機のみの営業を行っている。
| 施設名                    | 設置区間                  | 営業形態 | 備考 |
| ------------------------- | ------------------------- | -------- | --- |
| 今川PA                    | 行橋IC - みやこ豊津IC     | 有人     | コンビニ・ガスステーション（夜間休止）・EVスタンド（24時間）                                                 |
| 上毛PA                    | 豊前IC - 中津IC           | 無人     | EVスタンド（24時間）                                                                                         |
| 別府湾SA                  | 日出JCT - 別府IC          | 有人     | 売店施設・レストラン・ガスステーション（24時間）・EVスタンド（24時間）など                                   |
| 大分松岡PA                | 大分米良IC - 大分宮河内IC | 有人     | コンビニ |
| 佐伯弥生PA                | 津久見IC - 佐伯IC         | 無人     | 上り線のみ                                                                                                   |
| かまえインターパーク      | 蒲江IC隣接                | 有人     | コンビニとガソリンスタンドが沿線に近接                                                                       |
| 北浦臨海パーク            | 北浦IC隣接                | 有人     | ガソリンスタンドが沿線に近接。施設はみなとオアシスとしても指定されている。                                   |
| 道の駅北川はゆま          | 北川IC直結                | 有人     | EVスタンド（24時間）ガソリンスタンドが沿線に近接                                                             |
| 川南PA（かわみなみPLATZ） | 都農IC - 高鍋IC           | 有人     | 売店施設・レストラン・EVスタンド（24時間）・ガスステーション（夜間休止） 隣接地にあるかわみなみPLATZと連結。 |
| 宮崎PA                    | 宮崎西IC - 清武IC         | 無人     | |
| 道の駅きたごう            | 日南北郷IC隣接            | 有人     | ガソリンスタンドが沿線に近接。                                                                               |
| 道の駅野方あらさの        | 野方IC隣接                | 有人     | コンビニエンスストア併設                                                                                     |
| 国分PA                    | 末吉財部IC - 国分IC       | 無人     | |
| 桜島SA（九州道重複区間）  | 加治木JCT/IC - 姶良IC間   | 有人     | ガスステーション（上り線夜間休止・下り線休止中）・EVスタンド（24時間）                                       |

重複区間・近隣の一般道の休憩施設も含めてサービスエリア有人施設は10箇所、無人施設と合わせて14箇所ある。開通当初、無人だった今川PA、大分松岡PAおよび川南PAは、その後有人施設が設置されている（ただし川南PAの有人施設は川南町の運営）。今後の交通量等次第では何らかの休憩施設、売店施設が増設される可能性もある。
2017年春に今川PAにガソリンスタンドが設置され、さらに同年9月29日、川南PAにもガソリンスタンドが設置された。また、今川PA・上毛PA・別府湾SA・道の駅北川はゆま・川南PA・桜島SAには電気自動車向け急速充電スタンド（EVスタンド）が設置されている。
現状の東九州道はSA/PAの数自体が乏しいため、その設置間隔が非常に長くなっている所が多い。特に2015年3月21日に大分 - 宮崎間が全通したことで、大分松岡PA - 川南PA間で約150 kmもの間隔が空くことになった。2019年9月23日に佐伯弥生PAの上り線が供用開始されたことで、上り線は川南PA - 佐伯弥生PA間で約110 kmに短縮されたが、下り線は供用開始まで引き続き約150 kmの間隔が空いている。

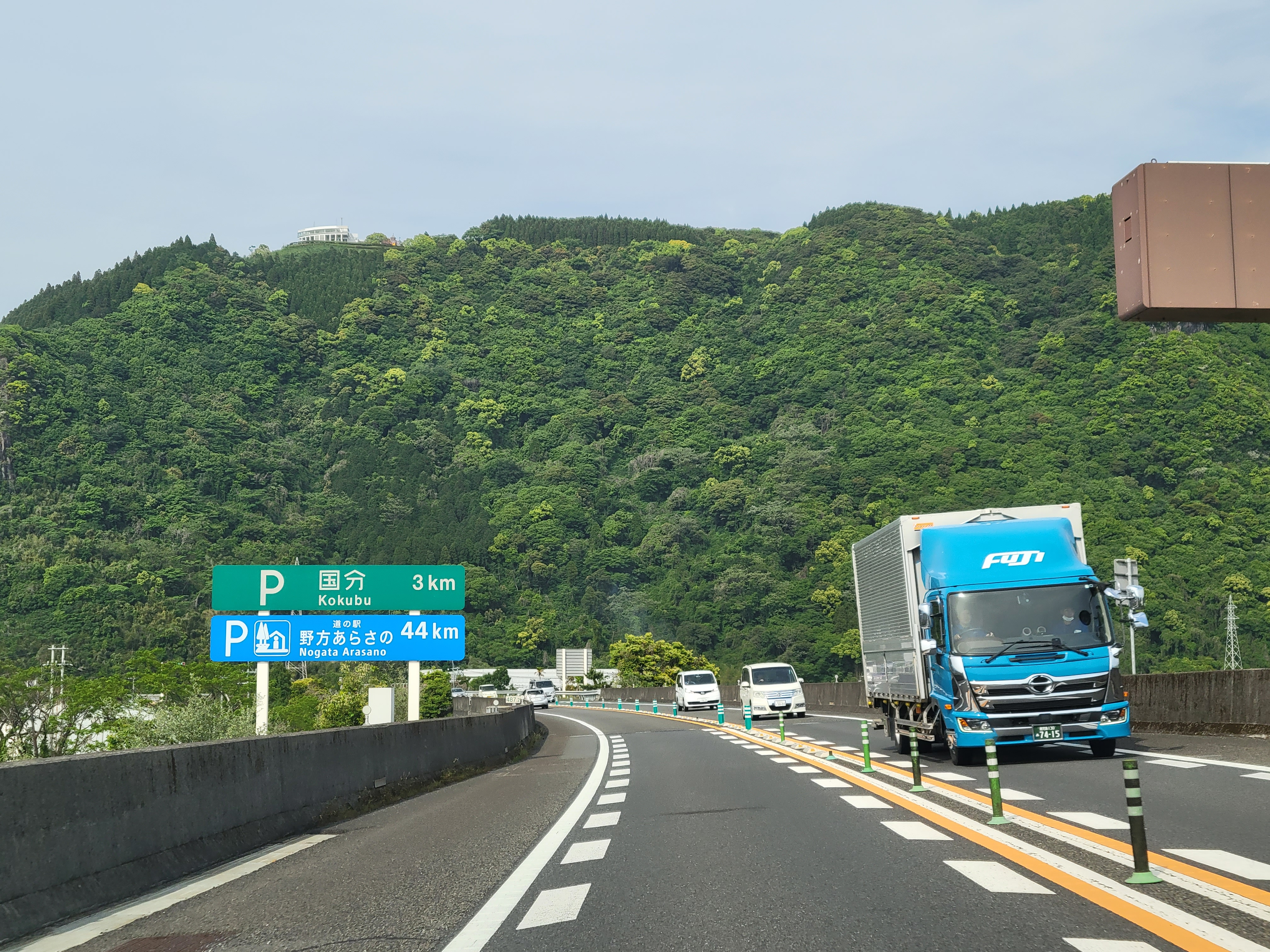
道の駅を東九州道の休憩施設として案内する標識（末吉財部IC - 国分IC間、鹿児島県霧島市）

こうした現状から無料区間内（佐伯IC - 延岡南IC、清武JCT - 末吉財部IC）のICにおいては、「出入りに料金が発生しない」という利点を生かして一般道の休憩施設と隣接する形で整備を行い、施設にSA/PAの代替機能を持たせた例が見られる（かまえインターパーク、道の駅北川はゆま、道の駅野方あらさのなど）。また、休憩施設ではないが、佐伯堅田ICを利用し、佐伯市総合運動公園をトイレ休憩施設として案内している。

#### トンネル

##### 主なトンネル
北九州JCT - 日南東郷ICでは88箇所上下99本が供用、2箇所2本が建設中、1箇所1本が準備調査中である。鹿屋串良JCT - 加治木JCT間では4箇所5本が供用中である。現在開通しているトンネル本数（九州道重複区間除く）だけでも、92箇所104本であり、九州自動車道の32箇所（64本）の約3倍近いトンネル数となっている。
供用中の区間での最長は清武南IC - 日南北郷IC間の猪八重トンネルである。猪八重トンネルは九州では肥後トンネル、加久藤トンネルに次いで3番目に長い道路トンネルになっている（延長別日本の道路トンネルの一覧参照）。
ここでは、長さ1,000 m以上のものを掲載する。
| 区間                         | 構造物名           | 長さ      | 長さ     | 備考                                  |
| 区間                         | 構造物名           | 上り線    | 下り線   | 備考                                  |
| ---------------------------- | ------------------ | --------- | -------- | ------------------------------------- |
| 北九州JCT - 苅田北九州空港IC | 長野トンネル       | 1,439 m   | 1,426 m  | 別資料上り線1,441 m、下り線1,428 m    |
| 北九州JCT - 苅田北九州空港IC | 朽網トンネル       | 1,124 m   | 1,170 m  | 別資料上り線1,126 m、下り線1,172 m    |
| 苅田北九州空港IC - 行橋IC    | 高城山トンネル     | 2,074 m   | 2,074 m  |                                       |
| 宇佐IC - 院内IC              | 香下トンネル       | 1,205m    | 1,192 m  |                                       |
| 大分宮河内IC - 臼杵IC        | 九六位トンネル     | 2,285 m   |          | 4車線化に伴い下り線トンネル建設予定   |
| 大分宮河内IC - 臼杵IC        | 臼杵トンネル       | 1,920.5 m | (1,933m) | 2024年11月下り線トンネル貫通          |
| 臼杵IC - 津久見IC            | 臼津トンネル       | 2,985 m   |          | 下り線トンネルは準備調査中            |
| 津久見IC - 佐伯IC            | 津久見トンネル     | 1,085 m   | 1,085 m  |                                       |
| 津久見IC - 佐伯IC            | 尺間山トンネル     | 2,593 m   | 2,593 m  | 標識には2,600 mと記されている。       |
| 佐伯IC - 佐伯堅田IC          | 佐伯トンネル       | 1,561 m   | 1,561 m  | 北九州 - 宮崎間のトンネルで最後の開通 |
| 佐伯堅田IC - 蒲江IC          | 大長瀬トンネル     | 1,221 m   | 1,221 m  | [ 136 ]                               |
| 佐伯堅田IC - 蒲江IC          | 山口第二トンネル   | 1,056 m   | 1,056 m  | [ 136 ]                               |
| 佐伯堅田IC - 蒲江IC          | 山口三軒屋トンネル | 1,047 m   | 1,047 m  | [ 136 ]                               |
| 佐伯堅田IC - 蒲江IC          | 野々河内トンネル   | 2,819 m   | 2,819 m  | [ 136 ]                               |
| 蒲江IC - 蒲江波当津IC        | 森崎トンネル       | 1,202 m   | 1,202 m  |                                       |
| 蒲江IC - 蒲江波当津IC        | 浦之迫トンネル     | 1,667 m   | 1,667 m  |                                       |
| 蒲江IC - 蒲江波当津IC        | 葛原トンネル       | 2,778 m   | 2,778 m  |                                       |
| 蒲江波当津IC - 北浦IC        | 陣ケ峰トンネル     | 2,751 m   | 2,751 m  | トンネル内に大分・宮崎県境あり        |
| 北浦IC - 須美江IC            | 北浦トンネル       | 2,417 m   | 2,417 m  |                                       |
| 北浦IC - 須美江IC            | 熊野江第二トンネル | 1,084 m   | 1,084 m  |                                       |
| 須美江IC - 北川IC            | 須美江トンネル     | 1,297 m   | 1,297 m  |                                       |
| 北川IC - 延岡JCT/IC          | 桜ヶ丘トンネル     | 1,141 m   | 1,141 m  |                                       |
| 北川IC - 延岡JCT/IC          | 祝子トンネル       | 1,925 m   | 1,925 m  |                                       |
| 北川IC - 延岡JCT/IC          | 新宇和田トンネル   | 1,504 m   | 1,504 m  |                                       |
| 門川IC - 日向IC              | 日向第一トンネル   | 1,223 m   | 1,223 m  |                                       |
| 清武南IC - 日南北郷IC        | 芳之元トンネル     | 1,880 m   | 1,880 m  |                                       |
| 清武南IC - 日南北郷IC        | 椿山トンネル       | 1,110 m   | 1,110 m  |                                       |
| 清武南IC - 日南北郷IC        | 猪八重トンネル     | 4,858 m   | 4,858 m  | 東九州道内最長                        |

##### トンネルの数
| 区間                                  | 上り線 | 下り線 |
| ------------------------------------- | ------ | ------ |
| 北九州JCT - 苅田北九州空港IC          | 2      | 2      |
| 苅田北九州空港IC - 行橋IC             | 3      | 3      |
| 行橋IC - 豊前IC                       | 0      | 0      |
| 豊前IC - 中津IC                       | 1      | 1      |
| 中津IC - 宇佐IC                       | 5      | 5      |
| 宇佐IC - 院内IC                       | 1      | 1      |
| 院内IC - 日出JCT                      | 0      | 0      |
| 日出JCT - 別府IC                      | 1      | 1      |
| 別府IC - 大分IC                       | 5      | 5      |
| 大分IC- 大分米良IC                    | 0      | 0      |
| 大分米良IC - 大分宮河内IC             | 2      | 2      |
| 大分宮河内IC - 臼杵IC                 | 2      | 2      |
| 臼杵IC - 津久見IC                     | 1      | 1      |
| 津久見IC - 佐伯IC (4車線区間)         | 3      | 3      |
| 津久見IC - 佐伯IC (4車線区間)         | 1      | 1      |
| 佐伯IC - 佐伯堅田IC                   | 2      | 2      |
| 佐伯堅田IC - 蒲江IC                   | 7      | 7      |
| 蒲江IC - 蒲江波当津IC                 | 4      | 4      |
| 蒲江波当津IC - 北浦IC                 | 1      | 1      |
| 北浦IC - 須美江IC                     | 3      | 3      |
| 須美江IC - 北川IC                     | 3      | 3      |
| 北川IC - 延岡JCT/IC                   | 8      | 8      |
| 延岡JCT/IC - 延岡南IC                 | 6      | 6      |
| 延岡南IC - 門川IC                     | 2      | 2      |
| 門川IC - 門川南SIC                    | 0      | 0      |
| 門川南SIC - 日向IC                    | ７     | ７     |
| 日向IC - 都農IC                       | ６     | ６     |
| 都農IC - 清武南IC                     | 0      | 0      |
| 清武南IC - 日南北郷IC                 | 12     | 12     |
| 日南北郷IC - 日南東郷IC               | 0      | 0      |
| 日南東郷IC - 油津IC（仮称）（事業中） | 0      | 0      |
| 志布志IC - 末吉財部IC                 | 0      | 0      |
| 末吉財部IC - 国分IC                   | 3      | 3      |
| 隼人東IC - 隼人西IC                   | 1      | 1      |
| 隼人西IC - 加治木JCT                  | 0      | 0      |
| 合計（事業中区間除く）                | 104    | 104    |

#### 主な橋
主に長さ300 m以上の橋梁（高架橋を除く）、および案内表示のある橋梁を紹介する。
| 区間                      | 構造物名                         | 長さ    | 長さ    | 備考                                                             |
| 区間                      | 構造物名                         | 上り線  | 下り線  |                                                                  |
| ------------------------- | -------------------------------- | ------- | ------- | ---------------------------------------------------------------- |
| 行橋IC - みやこ豊津IC     | 今川かっぱ大橋                   | 350 m   | 350 m   |                                                                  |
| 豊前IC - 中津IC           | 山国川橋                         | 170 m   | 170 m   | 福岡・大分県境。山国川の案内表示あり。                           |
| 日出JCT - 別府IC          | 別府明礬橋                       | 410 m   | 410 m   | 上下線一体。橋名の案内表示あり。 土木学会田中賞、FIP特別賞受賞。 |
| 別府IC - 大分IC間         | 高崎橋                           | 310 m   | 310 m   | 上下線一体。                                                     |
| 大分IC - 大分光吉IC間     | 大分川橋                         | 300 m   | 290 m   | 大分川の案内表示あり。                                           |
| 大分光吉IC - 大分米良IC   | 米良橋                           | 570 m   | 570 m   |                                                                  |
| 大分米良IC - 大分宮河内IC | 乙津川橋                         | 320 m   | 320 m   | 2橋連結。大野川の案内表示あり。                                  |
| 大分米良IC - 大分宮河内IC | 大野川橋                         | 480 m   | 480 m   | 2橋連結。大野川の案内表示あり。                                  |
| 津久見IC - 佐伯IC         | 豊後津久見橋                     | 550 m   | 550 m   |                                                                  |
| 佐伯IC - 佐伯堅田IC       | 番匠川橋                         | 540 m   | 540 m   |                                                                  |
| 佐伯堅田IC - 蒲江IC       | 青山橋                           | 450 m   | 450 m   |                                                                  |
| 須美江IC - 北川IC         | きたがわ大橋                     | 660 m   | 660 m   | 北川の案内表示あり。                                             |
| 北川IC - 延岡JCT/IC       | はゆま大橋                       | 590 m   | 590 m   | 北川の案内表示あり。                                             |
| 北川IC - 延岡JCT/IC       | すさ大橋                         | 450 m   | 450 m   | 北川の案内表示あり。                                             |
| 延岡JCT/IC - 延岡南IC     | 延岡若あゆ大橋                   | 740 m   | 740 m   | 五ヶ瀬川の案内表示あり。                                         |
| 日向IC - 都農IC           | 耳川橋                           | 450 m   | 450 m   | 耳川の案内表示あり。                                             |
| 日向IC - 都農IC           | 寺迫ちょうちょ大橋（田久保川橋） | 710 m   | 710 m   | 土木学会田中賞 国際コンクリート連合fib賞等受賞                   |
| 都農IC - 高鍋IC           | 切原川橋                         | 580 m   | 580 m   |                                                                  |
| 高鍋IC - 西都IC           | 小丸川橋                         | 450 m   | 450 m   |                                                                  |
| 高鍋IC - 西都IC           | 一ツ瀬川橋                       | 710 m   | 710 m   |                                                                  |
| 西都IC - 宮崎西IC         | 本庄川橋                         | 320 m   | 320 m   | 本庄川の案内表示あり。                                           |
| 西都IC - 宮崎西IC         | 大淀川橋                         | 350 m   | 350 m   | 大淀川の案内表示あり。                                           |
| 曽於弥五郎IC - 末吉財部IC | 菱田川橋                         | 690 m   | 690 m   |                                                                  |
| 末吉財部IC - 国分IC       | 国分川原橋                       | 1,150 m | 1,150 m |                                                                  |

このほか、高速道路の跨道橋として「おさるの橋」が別府IC - 大分IC間120.2 KP（由布市挾間町）に架橋されている。これは人道用でなく、高崎山に生息する猿が移動する際、高速道路上で轢かれないように設置された動物横断路である。橋には猿をかたどった装飾がされている（ギャラリー参照）。

### 道路管理者
西日本高速道路九州支社
- 北九州高速道路事務所 : 北九州JCT - 中津IC
- 大分高速道路事務所 : 中津IC - 佐伯IC
- 宮崎高速道路事務所 : 延岡南IC - 清武南TB

※清武JCT - 清武南TB間は新直轄区間に相当するが、実質的に西日本高速道路が維持・管理を行う有料区間となっている。
- 鹿児島高速道路事務所 : 末吉財部IC - 加治木IC/JCT

国土交通省九州地方整備局
- 延岡河川国道事務所
  - 延岡高速道路維持出張所 : 佐伯IC - 延岡南IC

- 宮崎河川国道事務所 : 清武南TB - 南郷IC、奈留IC - 鹿児島県境
- 大隅河川国道事務所
  - 鹿屋国道維持出張所 : 宮崎県境 - 末吉財部IC

#### ハイウェイラジオ
- 今川（行橋IC - みやこ豊津IC）
- 大分挾間（別府IC - 大分IC）※放送上は「大分」[138]。

### 交通量
24時間交通量（台）道路交通センサス
| 区間                            | 平成17年（2005年）度 | 平成22年（2010年）度 | 平成27年（2015年）度 | 令和3（2021）年度 |
| ------------------------------- | -------------------- | -------------------- | -------------------- | ----------------- |
| 北九州JCT - 苅田北九州空港IC    | 調査当時未開通       | 10,495               | 17,132               | 18,258            |
| 苅田北九州空港IC - 行橋IC       | 調査当時未開通       | 調査当時未開通       | 10,660               | 12,517            |
| 行橋IC - 今川PASIC              | 調査当時未開通       | 調査当時未開通       | 08,877               | 10,673            |
| 今川PASIC - みやこ豊津IC        | 調査当時未開通       | 調査当時未開通       | 08,312               | 09,898            |
| みやこ豊津IC - 築城IC           | 09,112               | 22,210               | 10,747               | 11,683            |
| 築城IC - 椎田IC                 | 05,538               | 20,393               | 10,318               | 11,019            |
| 椎田IC - 椎田南IC               | 05,538               | 22,528               | 11,096               | 11,019            |
| 椎田南IC - 豊前IC               | 調査当時未開通※1     | 調査当時未開通※1     | 調査当時未開通※1     | 11,558            |
| 豊前IC - 上毛PASIC              | 調査当時未開通       | 調査当時未開通       | 04,095               | 07,013            |
| 上毛PASIC - 中津IC              | 調査当時未開通       | 調査当時未開通       | 04,426               | 06,468            |
| 中津IC - 宇佐IC                 | 調査当時未開通       | 調査当時未開通       | 05,970               | 07,205            |
| 宇佐IC - 院内IC                 | 06,829               | 14,239               | 09,162               | 09,391            |
| 院内IC - 安心院IC               | 07,611               | 15,459               | 09,970               | 10,274            |
| 安心院IC - 大分農業文化公園IC   | 07,956               | 15,363               | 10,211               | 10,496            |
| 大分農業文化公園IC - 速見IC/JCT | 08,276               | 15,861               | 10,702               | 11,111            |
| 速見IC/JCT - 日出JCT            | 11,327               | 15,295               | 14,524               | 14,225            |
| 日出JCT - 別府湾SASIC           | 19,727               | 25,195               | 24,386               | 22,348            |
| 別府湾SASIC - 別府IC            | 19,727               | 25,218               | 24,383               | 22,390            |
| 別府IC - 大分IC                 | 18,944               | 24,434               | 23,421               | 21,866            |
| 大分IC - 大分光吉IC             | 14,773               | 30,685               | 19,484               | 17,487            |
| 大分光吉IC - 大分米良IC         | 10,977               | 37,611               | 20,787               | 18,832            |
| 大分米良IC - 大分宮河内IC       | 06,257               | 25,998               | 14,452               | 13,467            |
| 大分宮河内IC - 臼杵IC           | 05,042               | 21,097               | 11,724               | 10,548            |
| 臼杵IC - 津久見IC               | 03,245               | 21,152               | 10,021               | 09,095            |
| 津久見IC - 佐伯IC               | 調査当時未開通       | 12,758               | 08,756               | 08,002            |
| 佐伯IC - 佐伯堅田IC             | 調査当時未開通       | 調査当時未開通       | 05,070               | 05,299            |
| 佐伯堅田IC - 蒲江IC             | 調査当時未開通       | 調査当時未開通       | 06,059               | 05,887            |
| 蒲江IC - 蒲江波当津IC           | 調査当時未開通       | 調査当時未開通       | 04,198               | 04,277            |
| 蒲江波当津IC - 北浦IC           | 調査当時未開通       | 調査当時未開通       | 04,086               | 04,112            |
| 北浦IC - 須美江IC               | 調査当時未開通       | 調査当時未開通       | 05,033               | 05,461            |
| 須美江IC - 北川IC               | 調査当時未開通       | 調査当時未開通       | 05,513               | 06,215            |
| 北川IC - 延岡IC/JCT             | 調査当時未開通       | 調査当時未開通       | 06,263               | 06,398            |
| 延岡IC/JCT - 延岡南IC           | 05,097               | 09,322               | 13,204               | 12,775            |
| 延岡南IC - 門川IC               | 05,259               | 23,845               | 10,320               | 09,791            |
| 門川IC - 門川南SIC              | 調査当時未開通       | 調査当時未開通       | 04,777 ※2            | 04,467            |
| 門川南SIC - 日向IC              | 調査当時未開通       | 調査当時未開通       | 04,777 ※2            | 04,811            |
| 日向IC - 都農IC                 | 調査当時未開通       | 調査当時未開通       | 06,593               | 06,610            |
| 都農IC - 高鍋IC                 | 調査当時未開通       | 調査当時未開通       | 06,771               | 06,745            |
| 高鍋IC - 西都IC                 | 調査当時未開通       | 09,738               | 07,351               | 07,154            |
| 西都IC - 国富SIC                | 02,133 ※3            | 12,212 ※3            | 06,712 ※3            | 06,046            |
| 国富SIC - 宮崎西IC              | 02,133 ※3            | 12,212 ※3            | 06,712 ※3            | 06,080            |
| 宮崎西IC - 清武IC               | 03,803               | 09,727               | 05,946               | 05,778            |
| 清武IC - 清武JCT                | 04,272               | 06,521               | 05,893               | 05,796            |
| 清武JCT - 清武南IC              | 調査当時未開通       | 調査当時未開通       | 00596                | 00828             |
| 清武南IC - 日南北郷IC           | 調査当時未開通       | 調査当時未開通       | 調査当時未開通       | 調査当時未開通    |
| 日南北郷IC - 日南東郷IC         | 調査当時未開通       | 調査当時未開通       | 調査当時未開通       | 07,129            |
| 日南東郷IC - 志布志IC間         | 未開通               | 未開通               | 未開通               | 未開通            |
| 志布志IC - 志布志有明IC         | 調査当時未開通       | 調査当時未開通       | 調査当時未開通       | 04,168            |
| 志布志有明IC - 大崎IC           | 調査当時未開通       | 調査当時未開通       | 調査当時未開通       | 05,484            |
| 大崎IC - 鹿屋串良JCT            | 調査当時未開通       | 調査当時未開通       | 調査当時未開通       | 05,877            |
| 鹿屋串良JCT - 野方IC            | 調査当時未開通       | 調査当時未開通       | 08,472               | 10,726            |
| 野方IC - 曽於弥五郎IC           | 調査当時未開通       | 調査当時未開通       | 07,237               | 08,863            |
| 曽於弥五郎IC - 末吉財部IC       | 調査当時未開通       | 03,199               | 07,129               | 08,176            |
| 末吉財部IC - 国分IC             | 02,773               | 10,169               | 07,461               | 07,324            |
| 国分IC - 隼人東IC               | 05,891               | 15,427               | 09,759               | 09,820            |
| 隼人東IC - 隼人西IC             | 09,392               | 21,959               | 13,627               | 13,969            |
| 隼人西IC - 加治木IC             | 12,041               | 26,492               | 17,294               | 18,092            |
| 加治木IC - 加治木JCT            | 12,041               | 13,474               | 17,294               | 18,092            |

（出典：「平成22年度道路交通センサス」・「平成27年度全国道路・街路交通情勢調査」・「令和3年度全国道路・街路交通情勢調査」（国土交通省ホームページ）より一部データを抜粋して作成）
※1 開通1年の平均交通量は、10,500台/日 東九州⾃動⾞道 開通1年後のストック効果。また椎田南 - 豊前間開通により、豊前 - 宇佐間の交通量も10,000台/日程度に増加している。
※2 調査当時、門川南SICは未供用。
※3 調査当時、国富SICは未供用。
- 平成22年度の調査期間中において北九州JCT - 苅田北九州空港IC以外の有料区間では、高速道路無料化社会実験が行われていた。

## 地理

### 通過する自治体
括弧内は九州自動車道として通過する自治体。開通済み区間のみ掲載する。
- 福岡県
  - 北九州市小倉南区 - 京都郡苅田町 - 行橋市 - 京都郡みやこ町 - 築上郡築上町 - 豊前市 - 築上郡上毛町
- 大分県
  - 中津市 - 宇佐市 - 杵築市 - 速見郡日出町 - 別府市 - 由布市 - 大分市 - 臼杵市 - 津久見市 - 佐伯市
- 宮崎県
  - 延岡市 - 東臼杵郡門川町 - 日向市 - 児湯郡都農町 - 児湯郡川南町 - 児湯郡高鍋町 - 児湯郡新富町 - 西都市 - 宮崎市 - 西都市 - 宮崎市 - 西都市 - 宮崎市 - 東諸県郡国富町 - 宮崎市 - 日南市
- 鹿児島県
  - 志布志市 - 曽於郡大崎町 - 鹿屋市 - 曽於郡大崎町 - 曽於市 - 霧島市 - 姶良市（ - 鹿児島市）

### 接続する道路
- E3 九州自動車道（北九州JCTで接続）
- 椎田道路（みやこ豊津IC、椎田南ICで直通）[45]
- 中津日田道路（中津ICで接続）[139]
- 宇佐道路（宇佐ICで間接接続）
- 宇佐別府道路（宇佐IC、速見ICで直通）
- E97 日出バイパス（速見ICで接続）
- E34 大分自動車道（日出JCTで接続）
- 中九州横断道路（大分宮河内IC付近で接続（調査中））[11]
- 延岡道路（北川IC、延岡南ICで直通）
- E77 九州中央自動車道（延岡JCTで接続）
- 延岡南道路（延岡南IC、門川IC/TBで直通）
- E10 宮崎自動車道（清武JCTで接続）
- 日南・志布志道路（日南東郷IC、志布志ICで直通（予定））
- 都城志布志道路（志布志ICで接続）
- 大隅縦貫道（鹿屋串良JCTで接続）[47]
- 隼人道路（隼人東ICで直通）
- E3 九州自動車道（加治木JCTで接続）

## ギャラリー

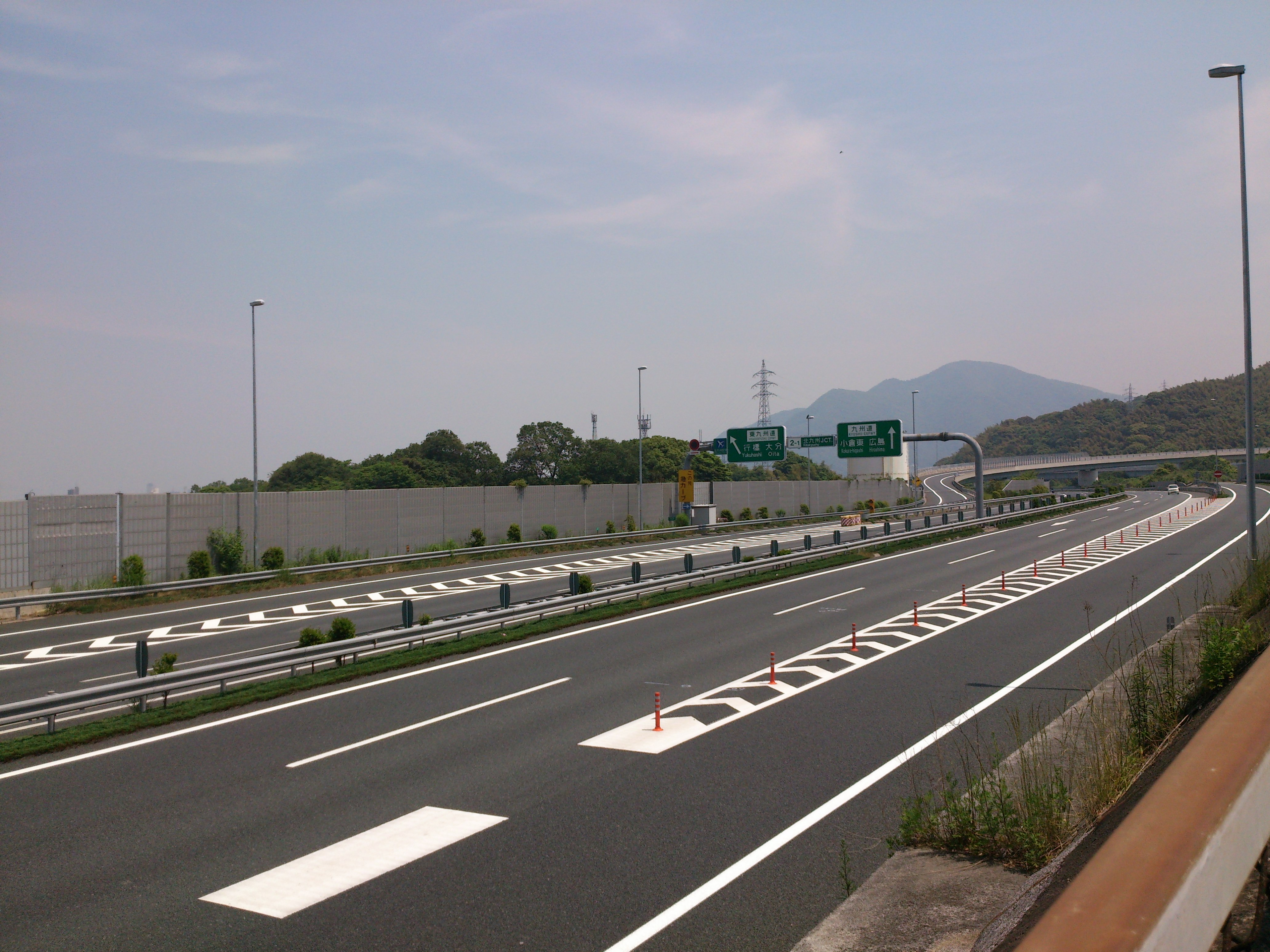
東九州道起点・北九州JCT付近 手前の道路は九州道 （福岡県北九州市小倉南区）
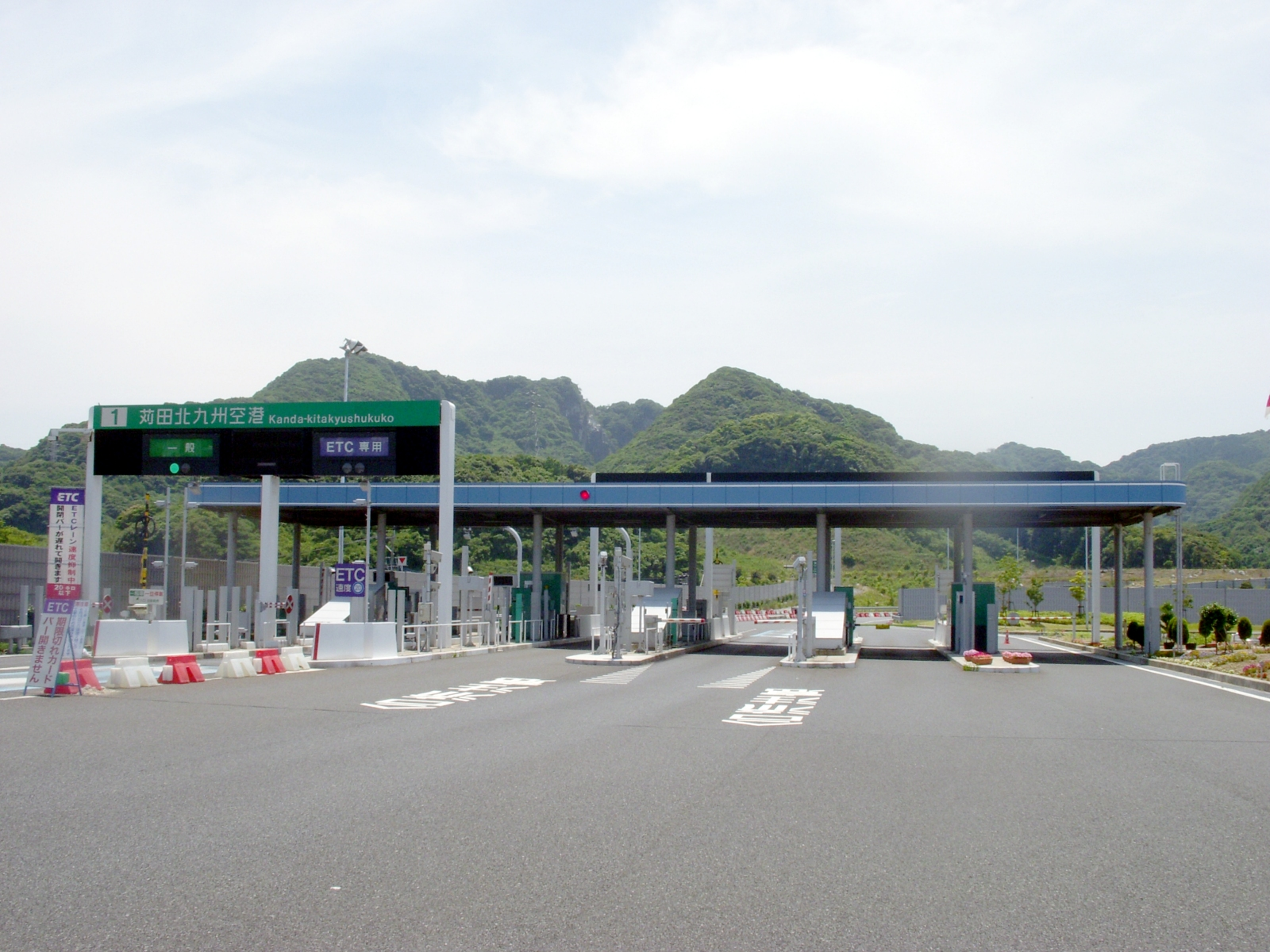
苅田北九州空港IC （福岡県京都郡苅田町）
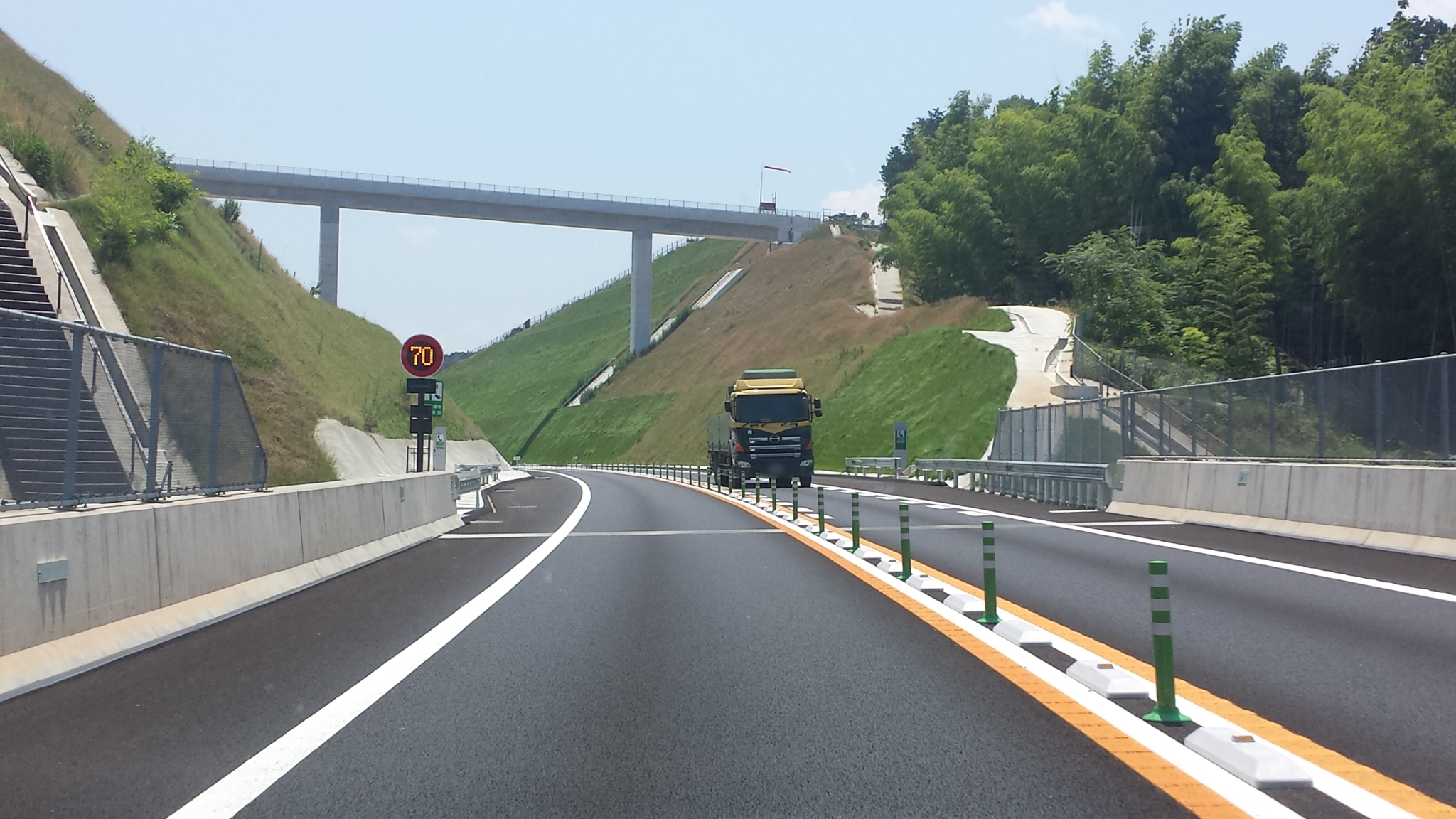
東九州道35 KP付近 （福岡県豊前市）
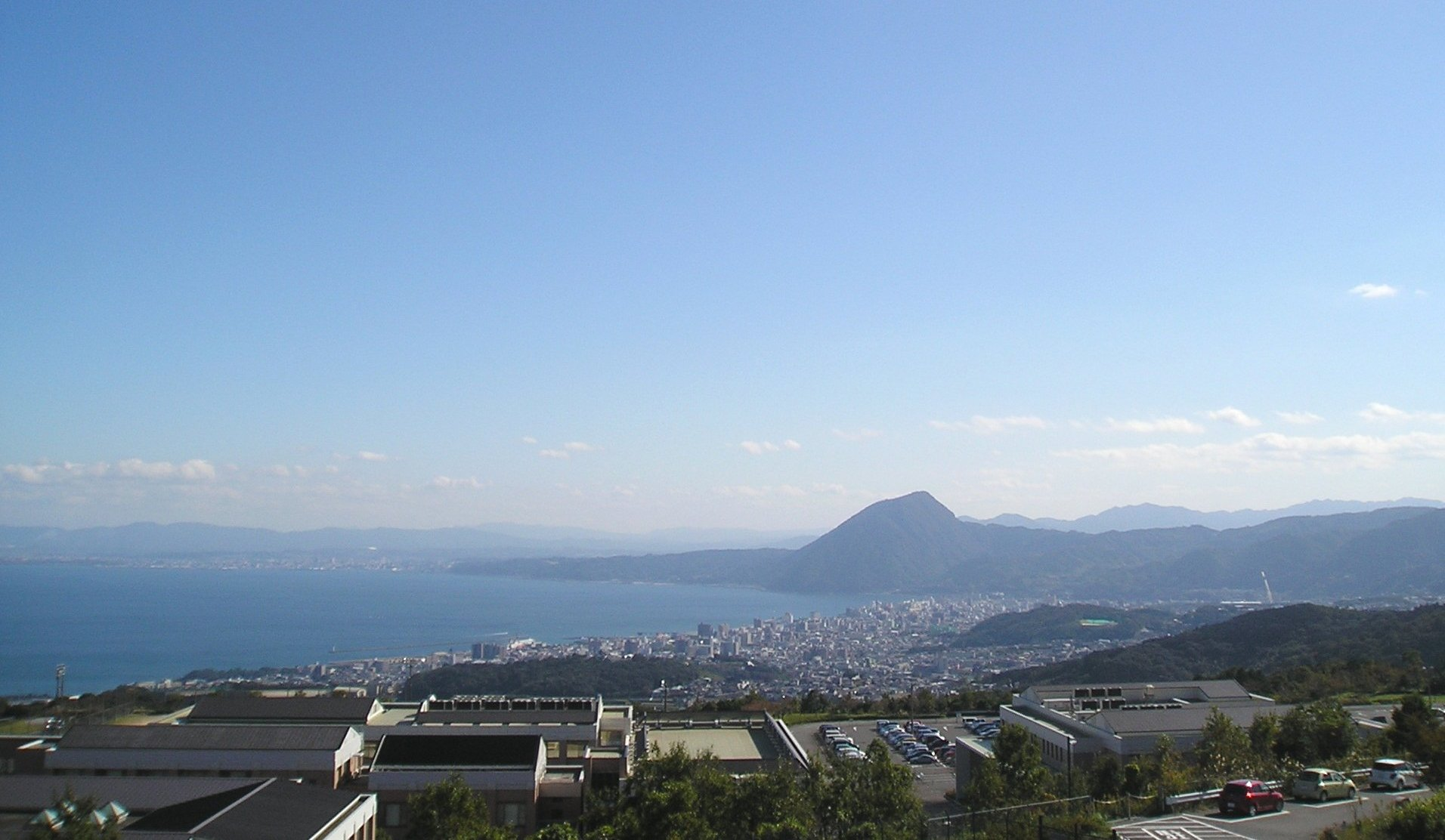
別府湾SAからの展望 （大分県別府市）
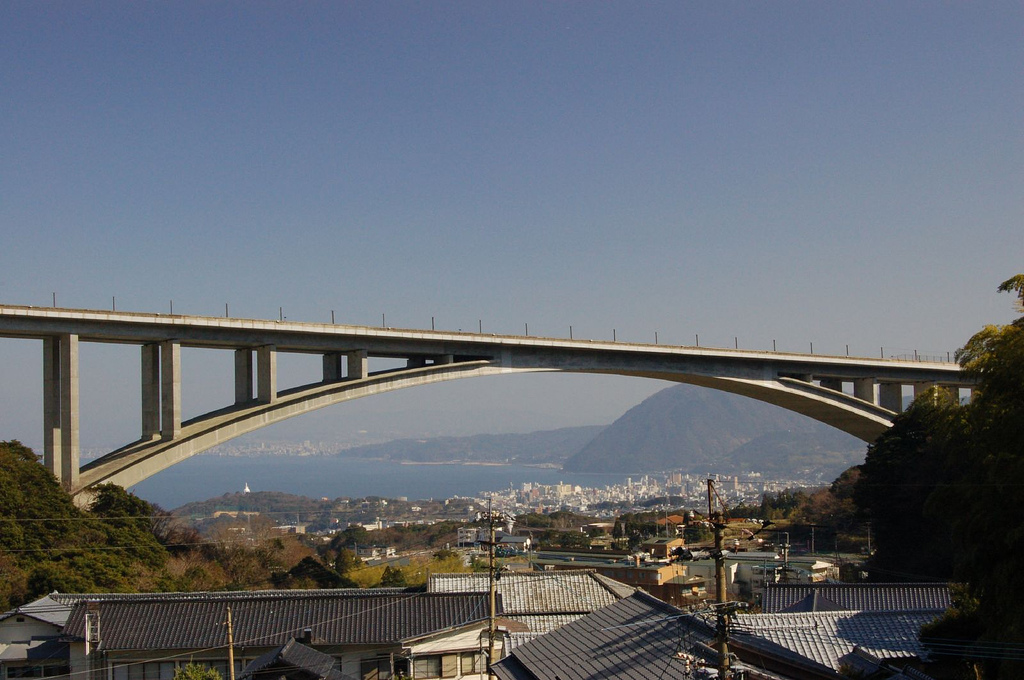
別府明礬橋（明礬温泉から眺める）（大分県別府市）
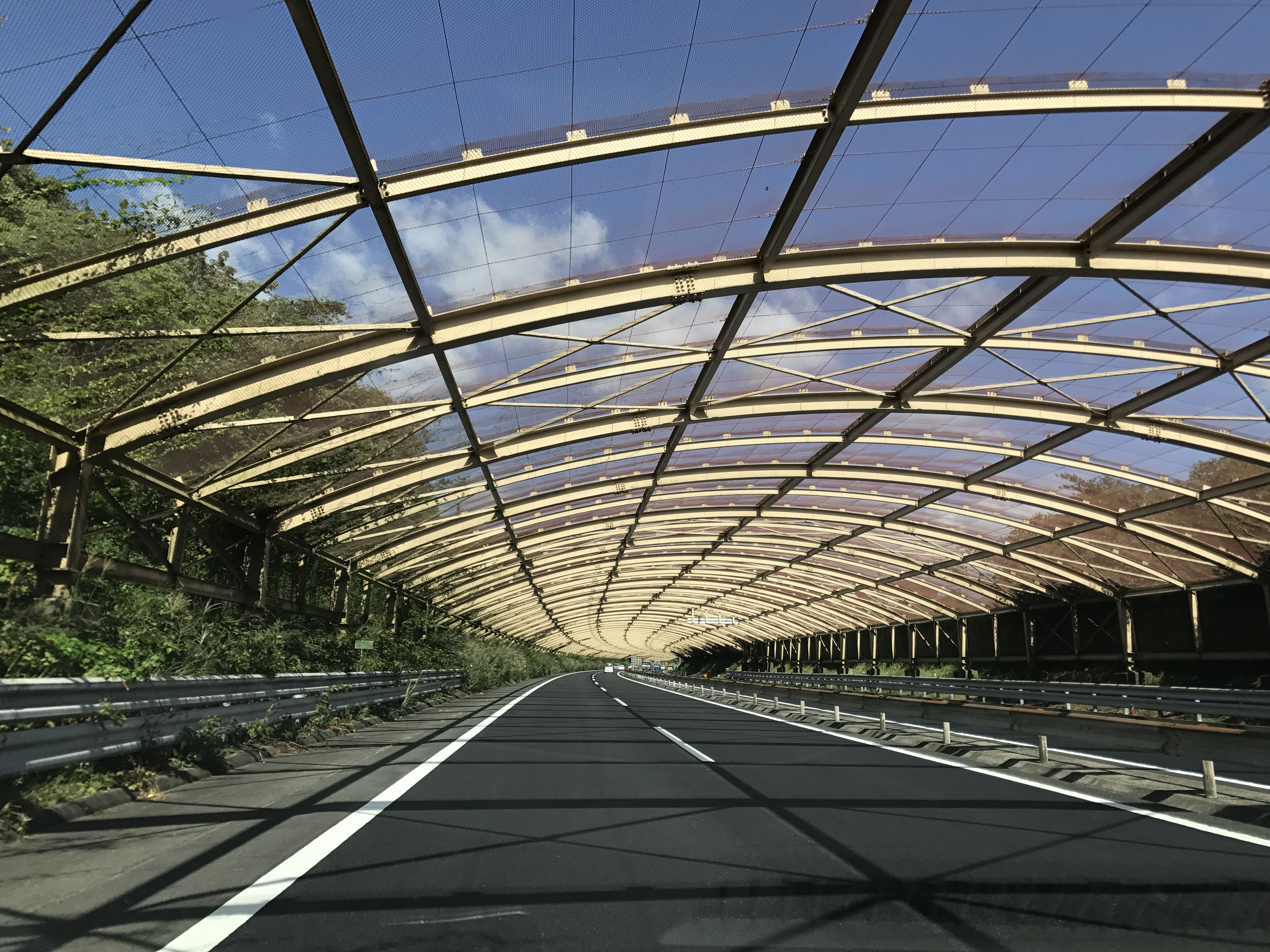
別府IC付近 ゴルフ場が隣接するため防球ネットが張られている （大分県別府市）
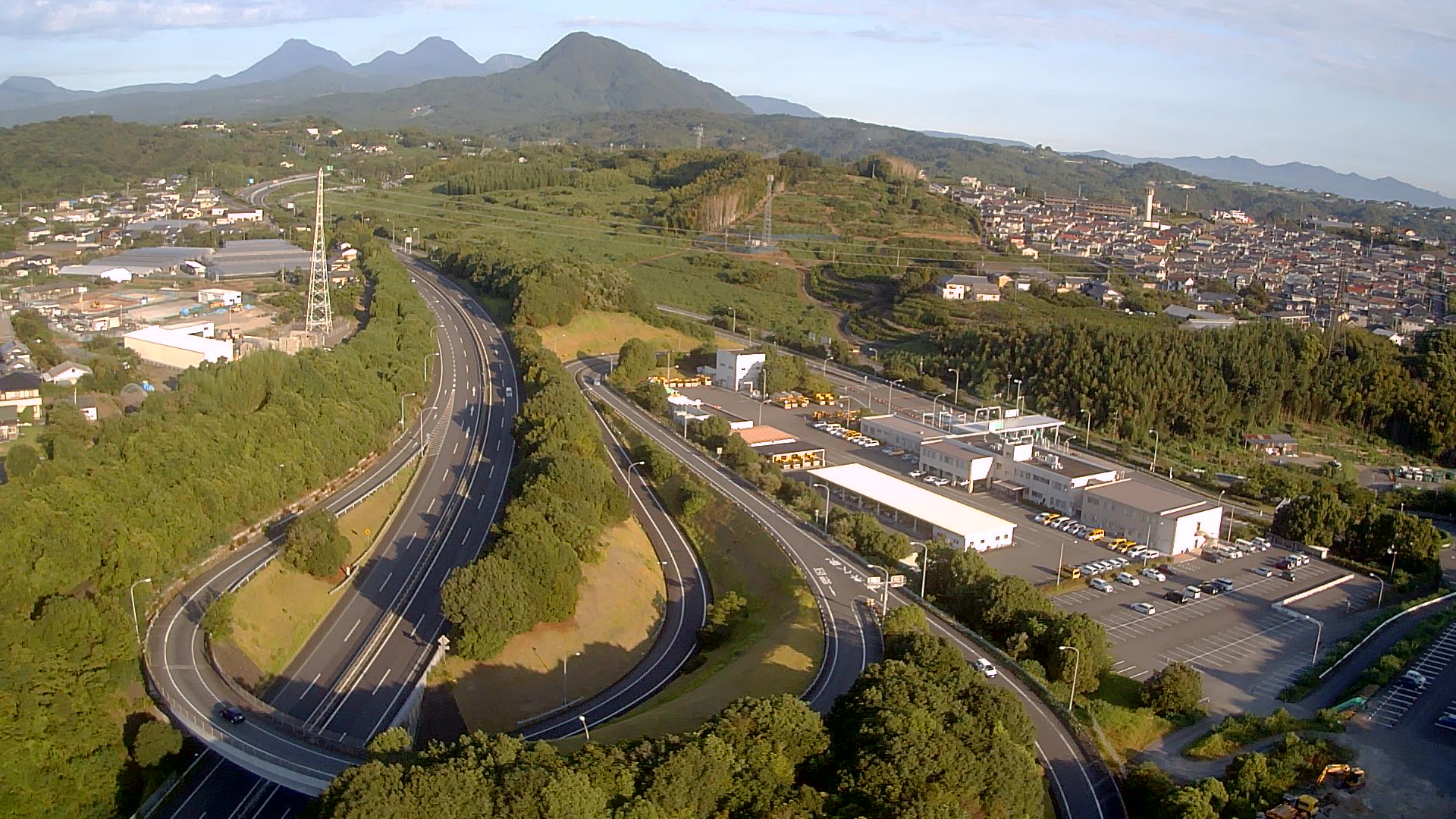
大分ICのパノラマ画像 （大分県大分市）
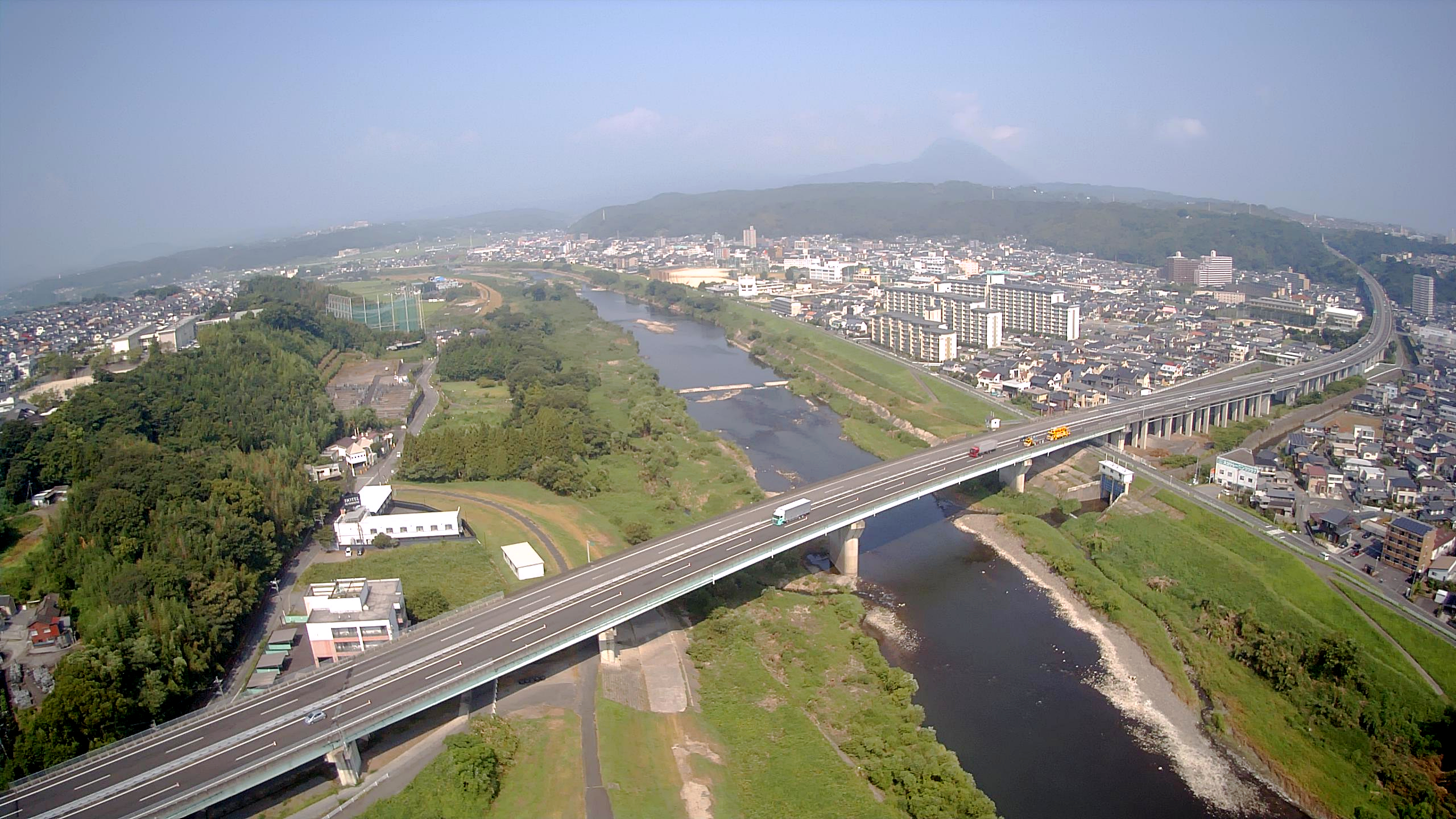
大分IC - 大分光吉IC間、大分川に架かる高速大分川橋。 （大分県大分市）
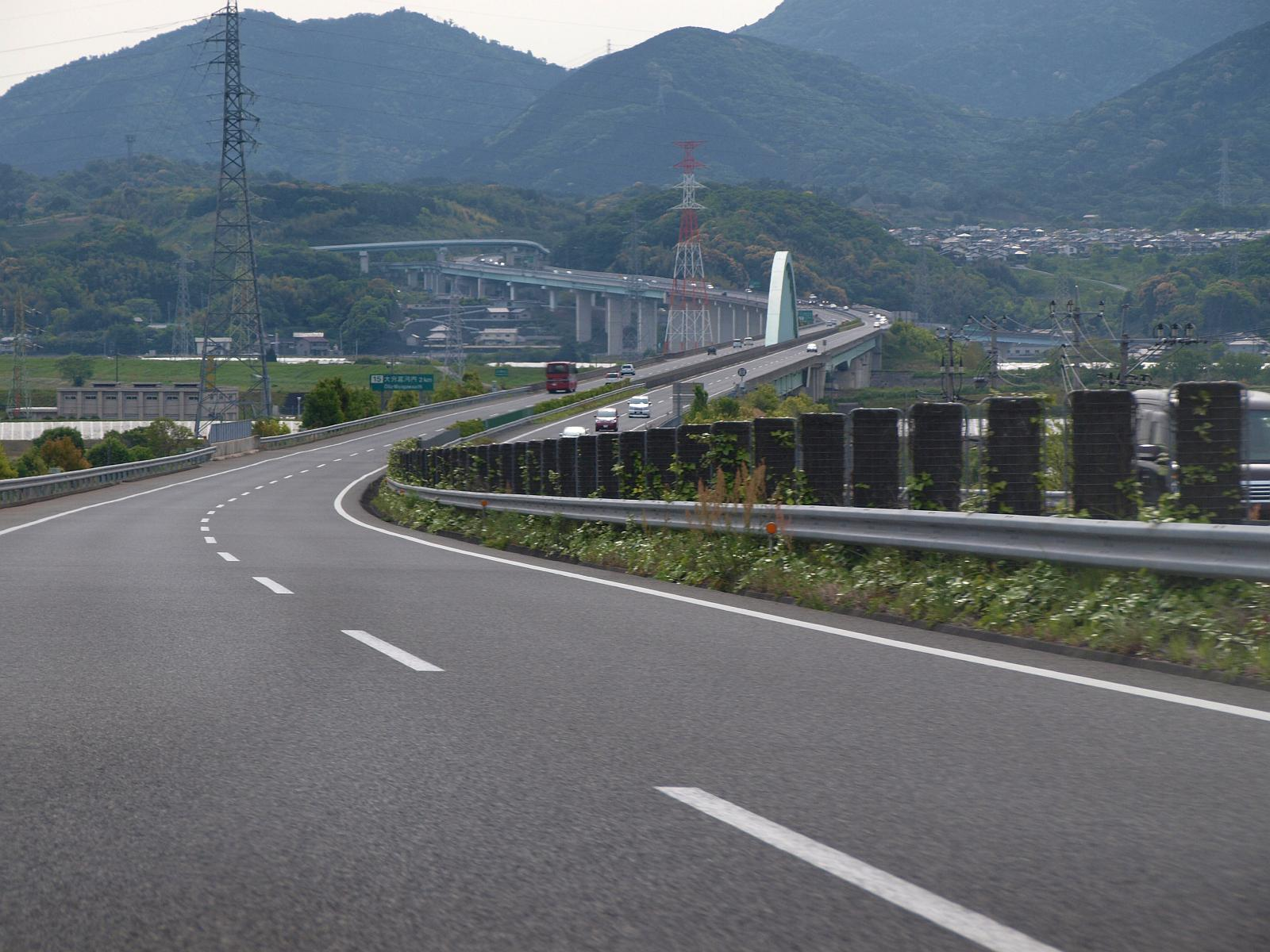
大分宮河内IC付近。奥の橋は大野川橋。 （大分県大分市）
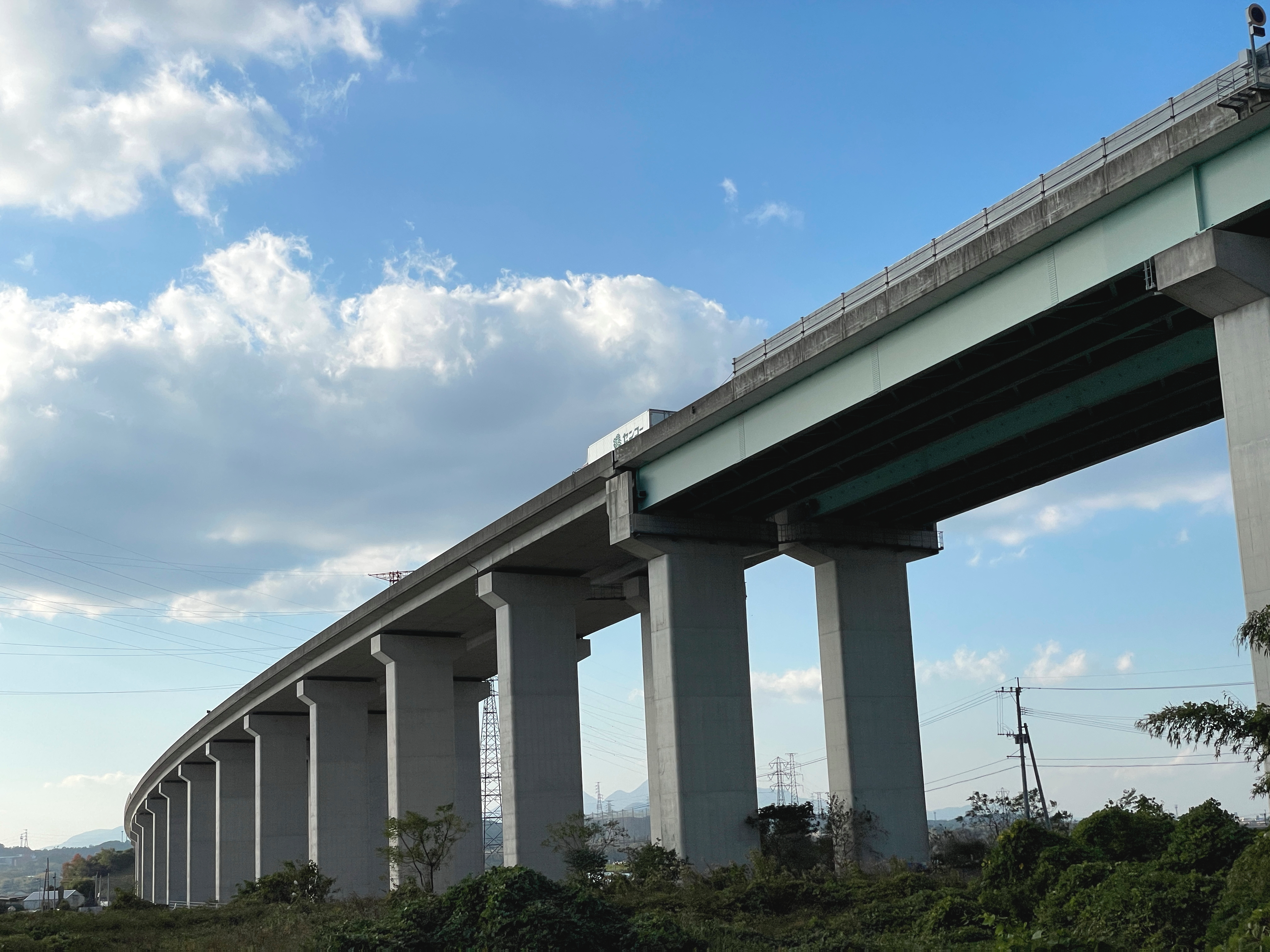
大分松岡PA-大分宮河内ICの間に架かる宮河内高架橋。 （大分県大分市）
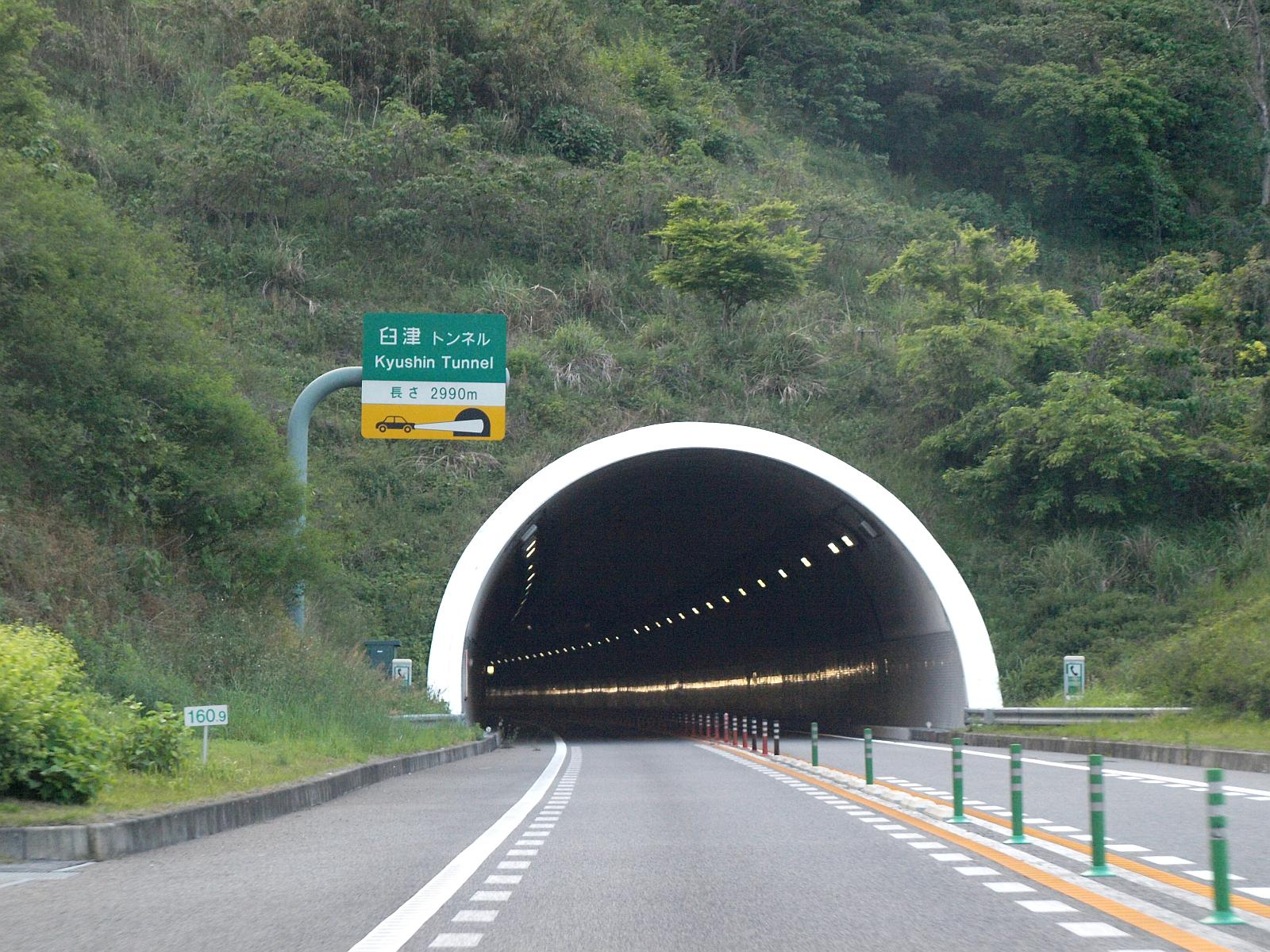
臼津トンネル南坑口 （大分県津久見市）
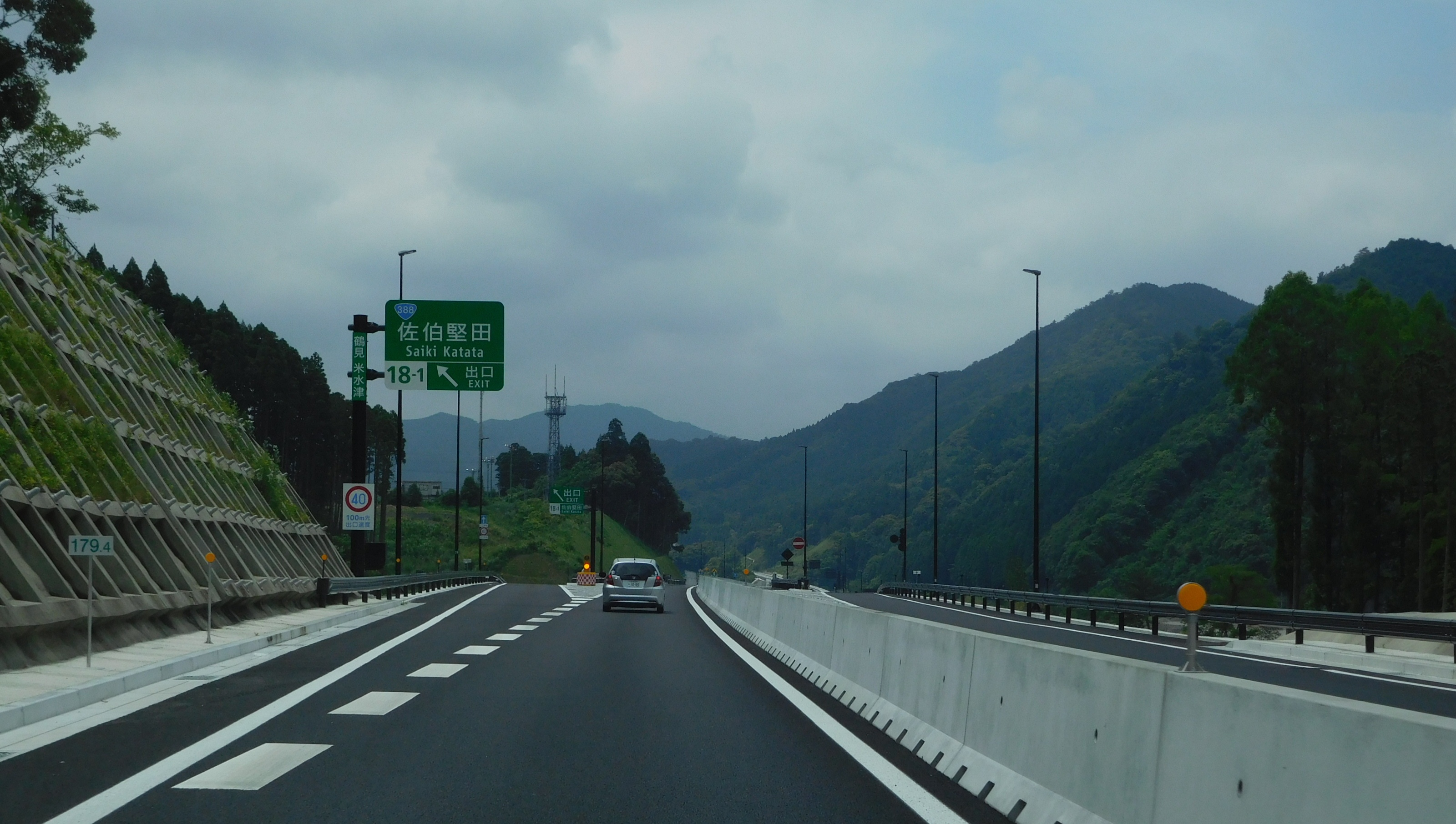
佐伯堅田IC付近 （大分県佐伯市）
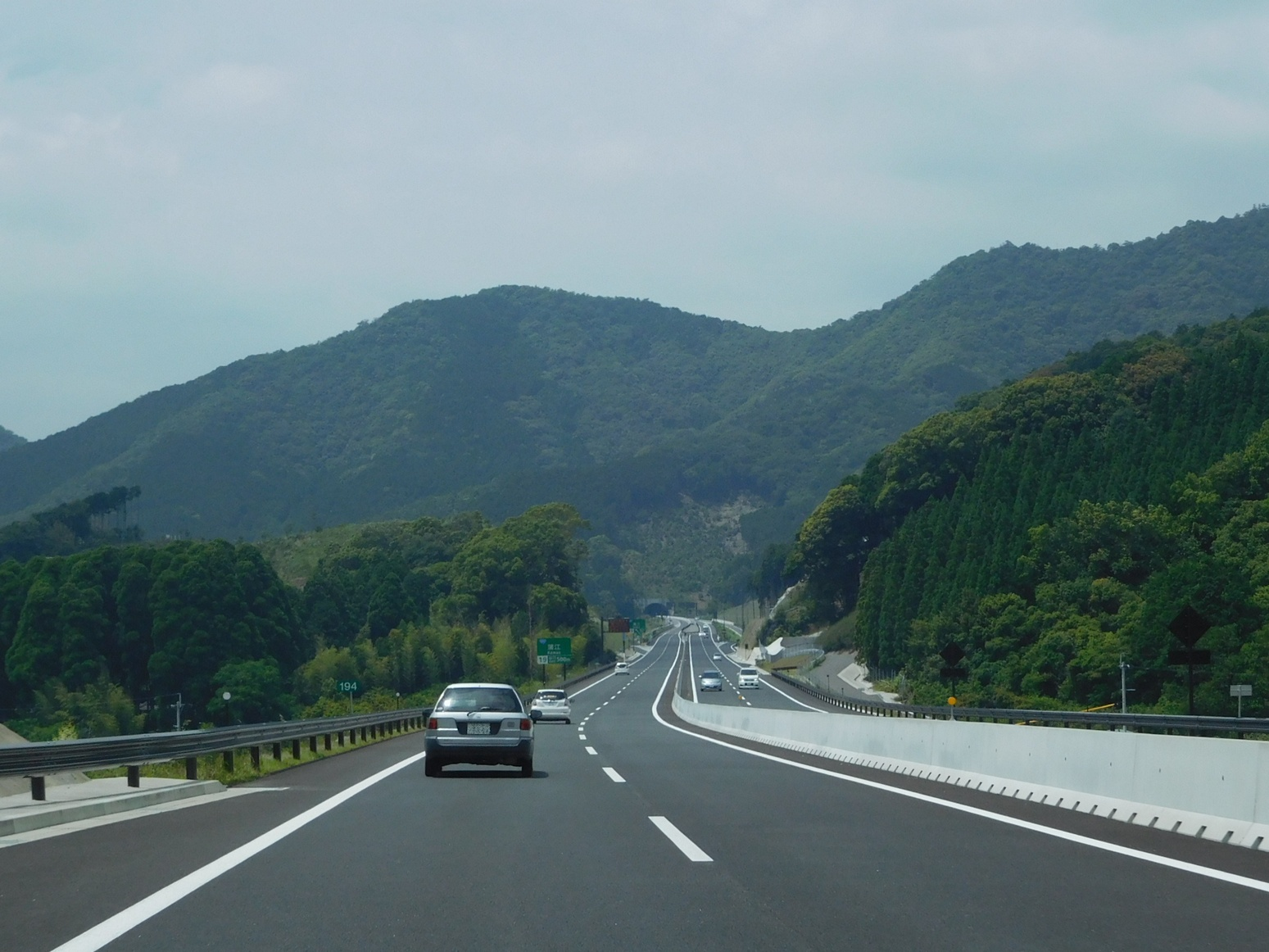
蒲江IC付近 鳥栖JCTから194 km地点 （大分県佐伯市）
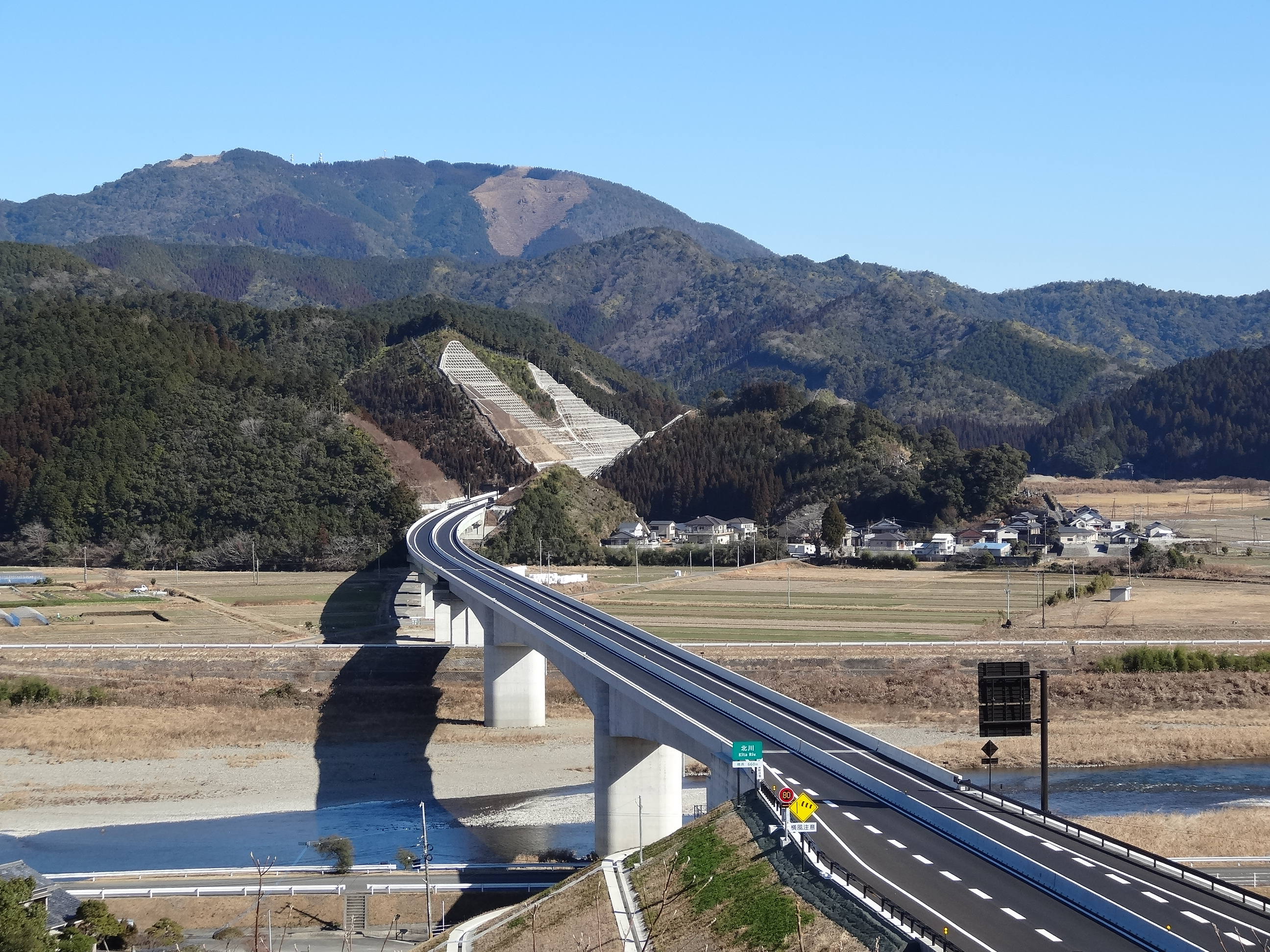
北川IC付近1。写真はきたがわ大橋。 （宮崎県延岡市）
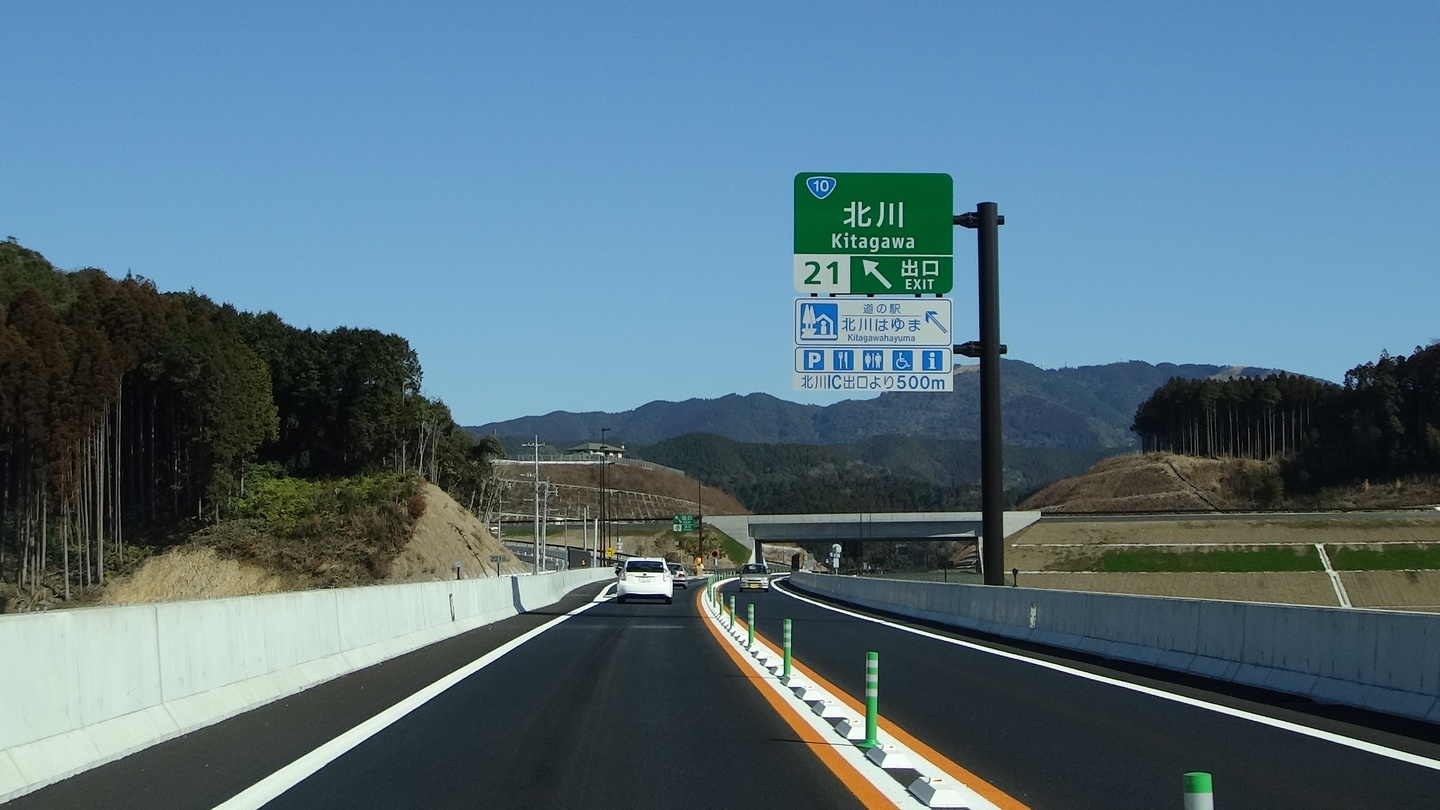
北川IC付近2。はゆま大橋上 （宮崎県延岡市）
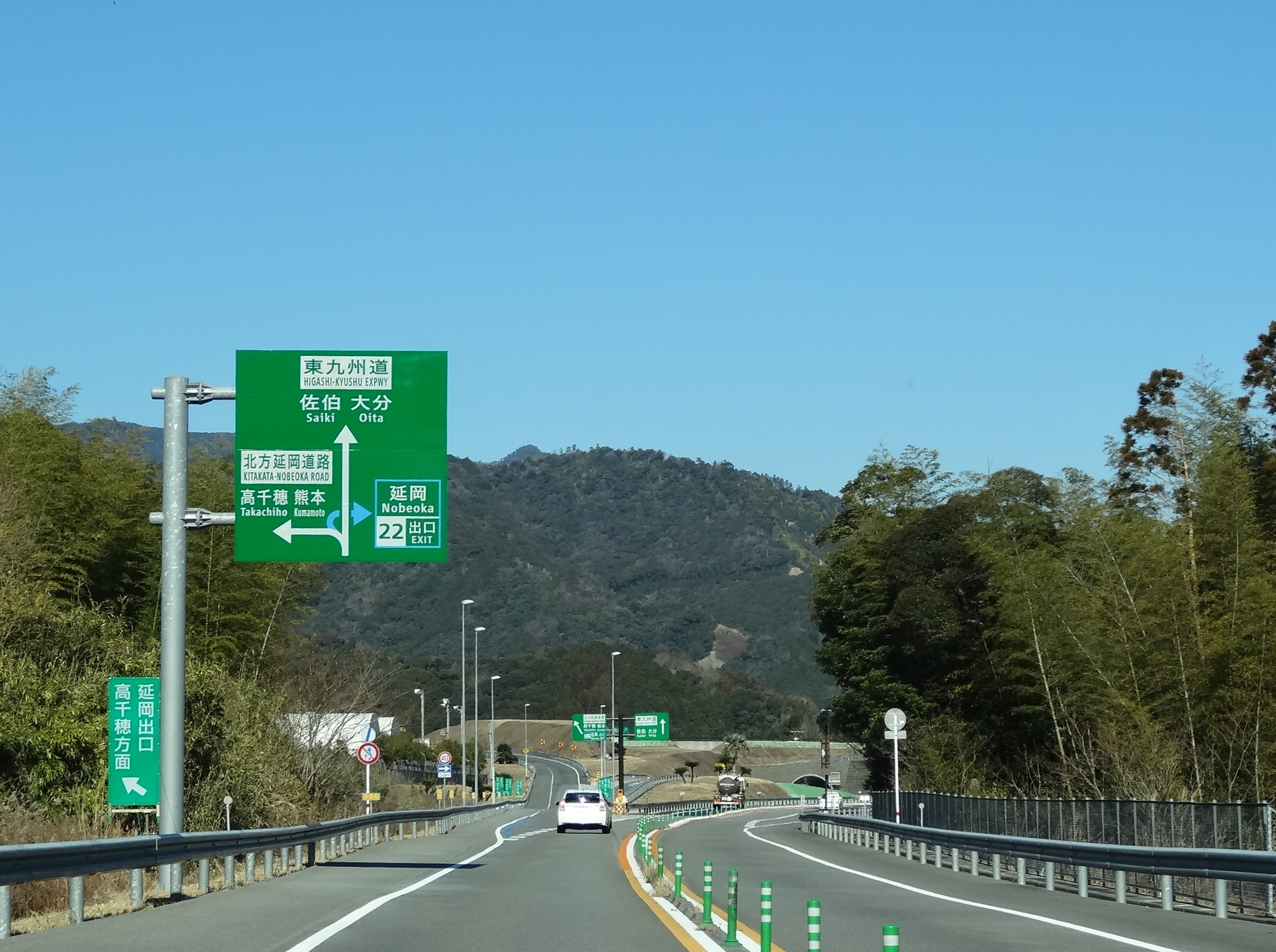
延岡道路 延岡JCT/IC （宮崎県延岡市）
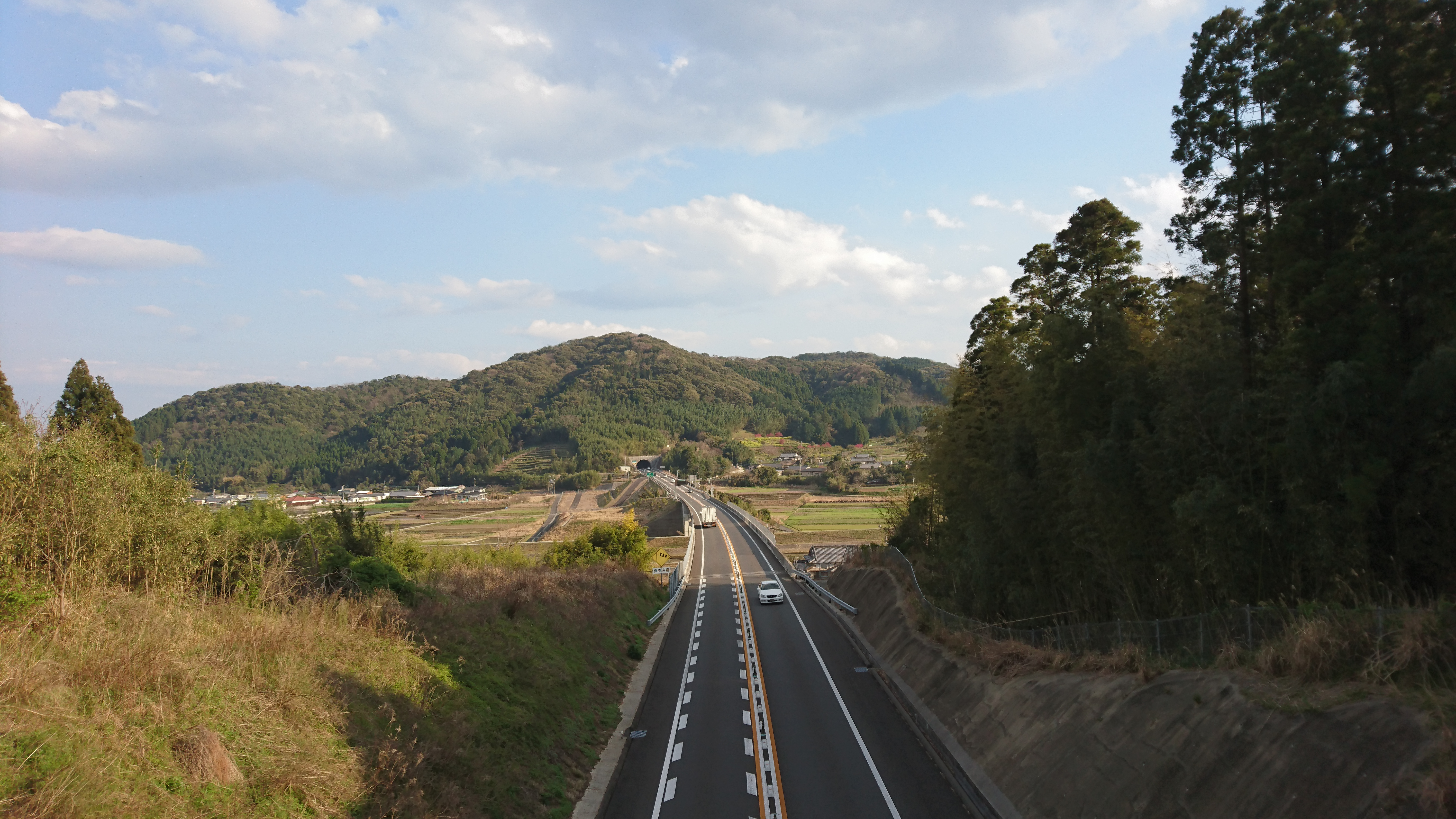
塩見川橋付近 前方に比良山トンネル北坑口が見える （宮崎県日向市）
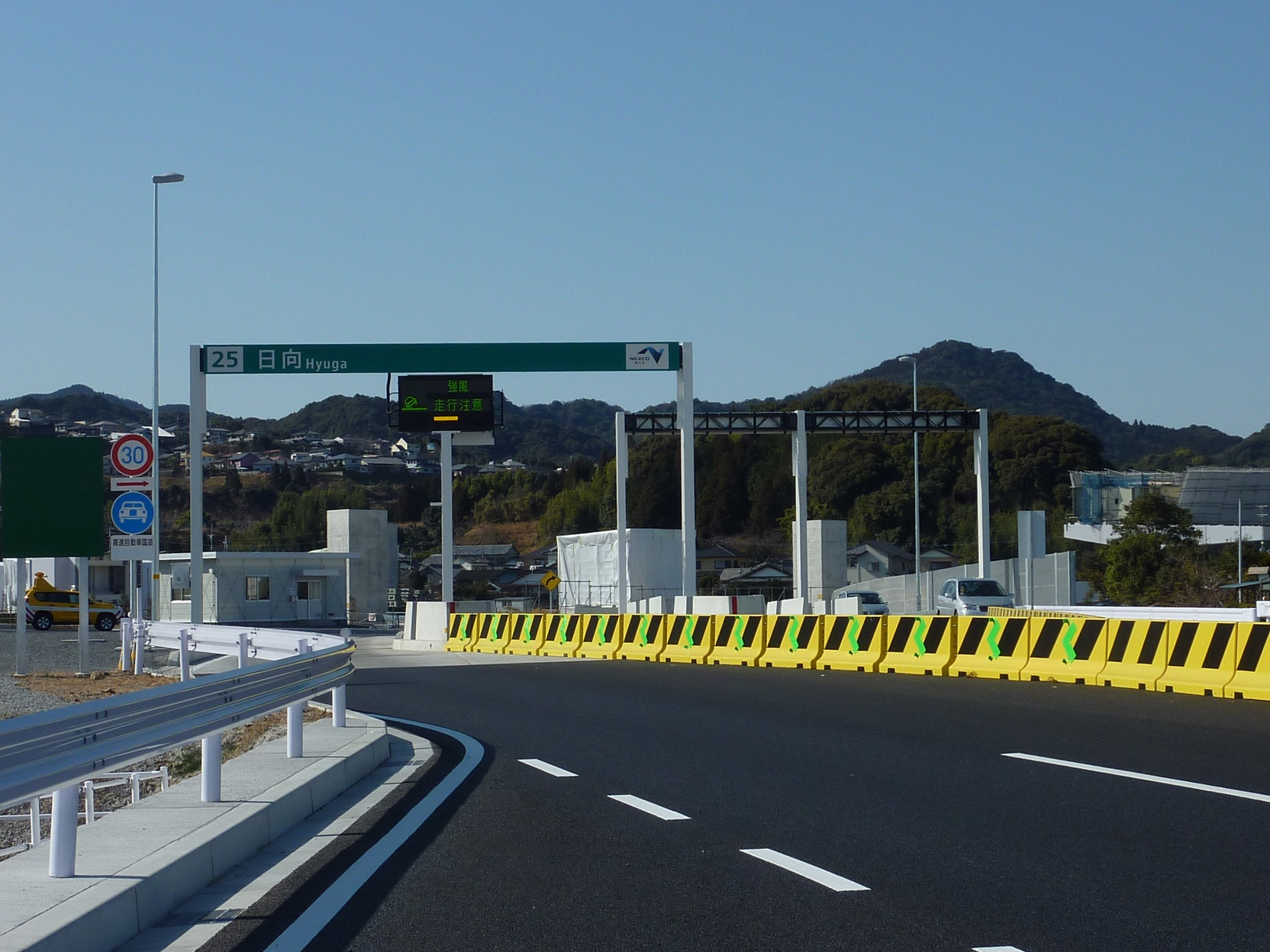
日向IC（2011年1月） （宮崎県日向市）
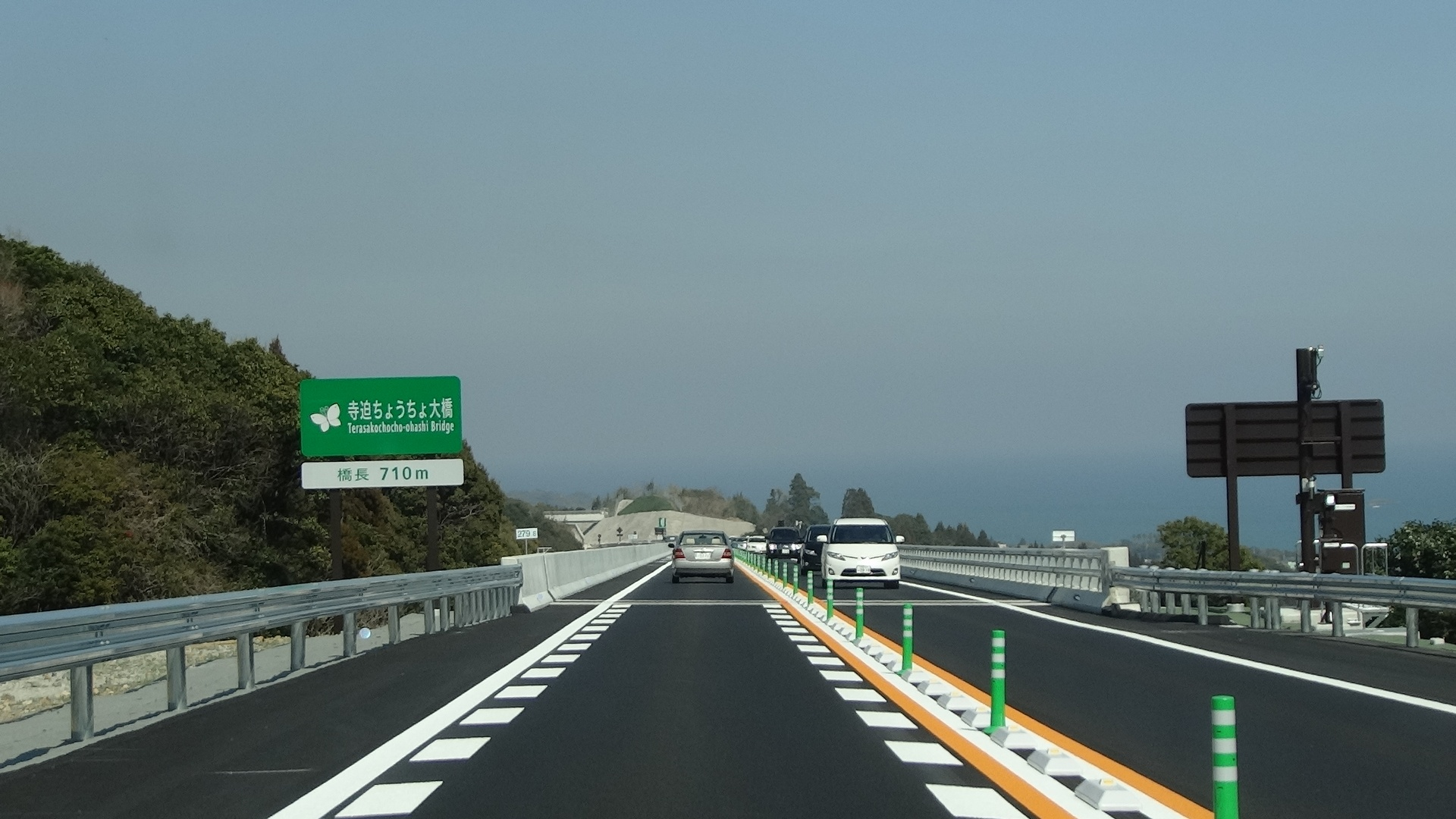
寺迫ちょうちょ大橋 （宮崎県日向市）
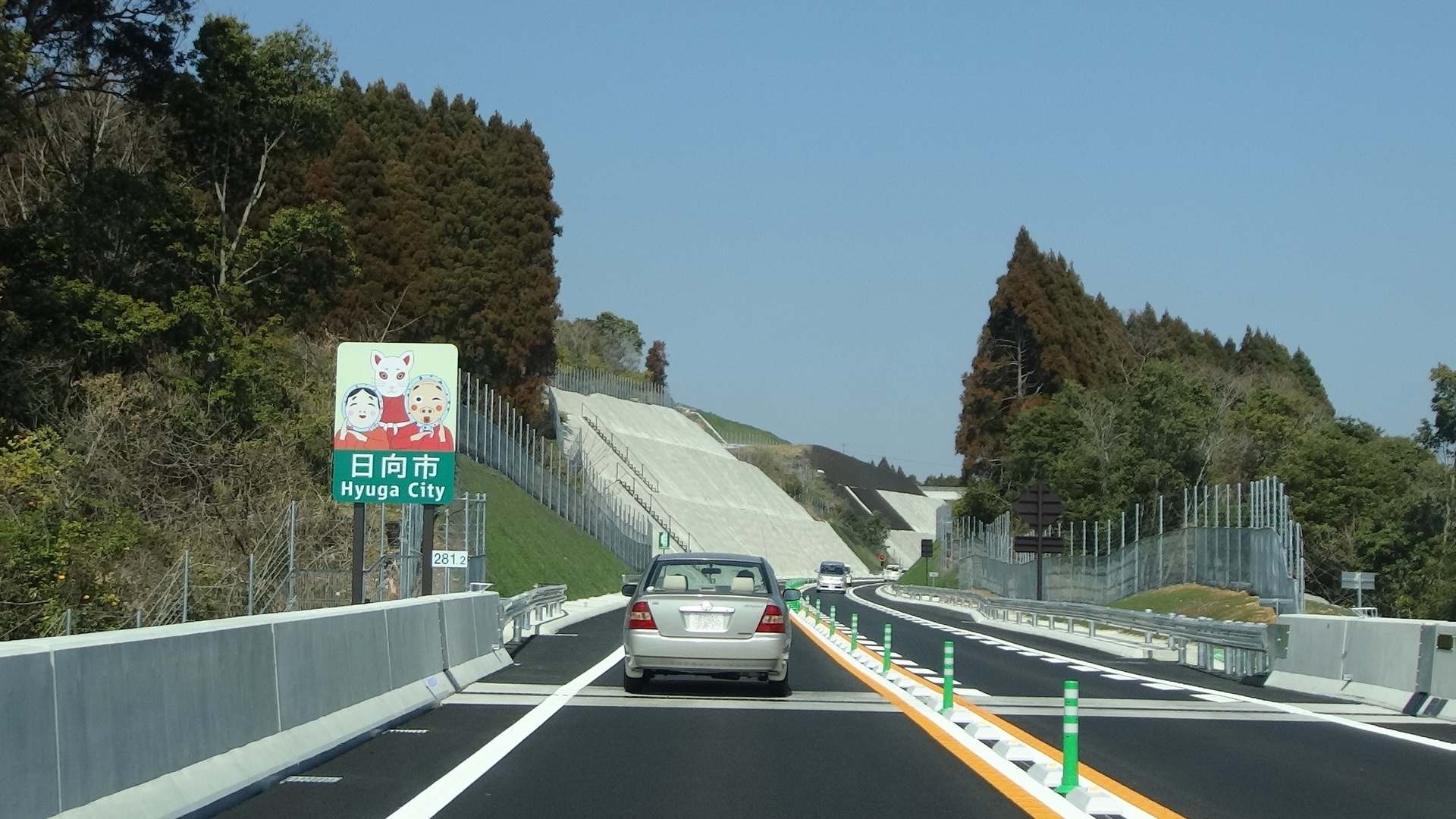
日向市・都農町境 （宮崎県児湯郡都農町）
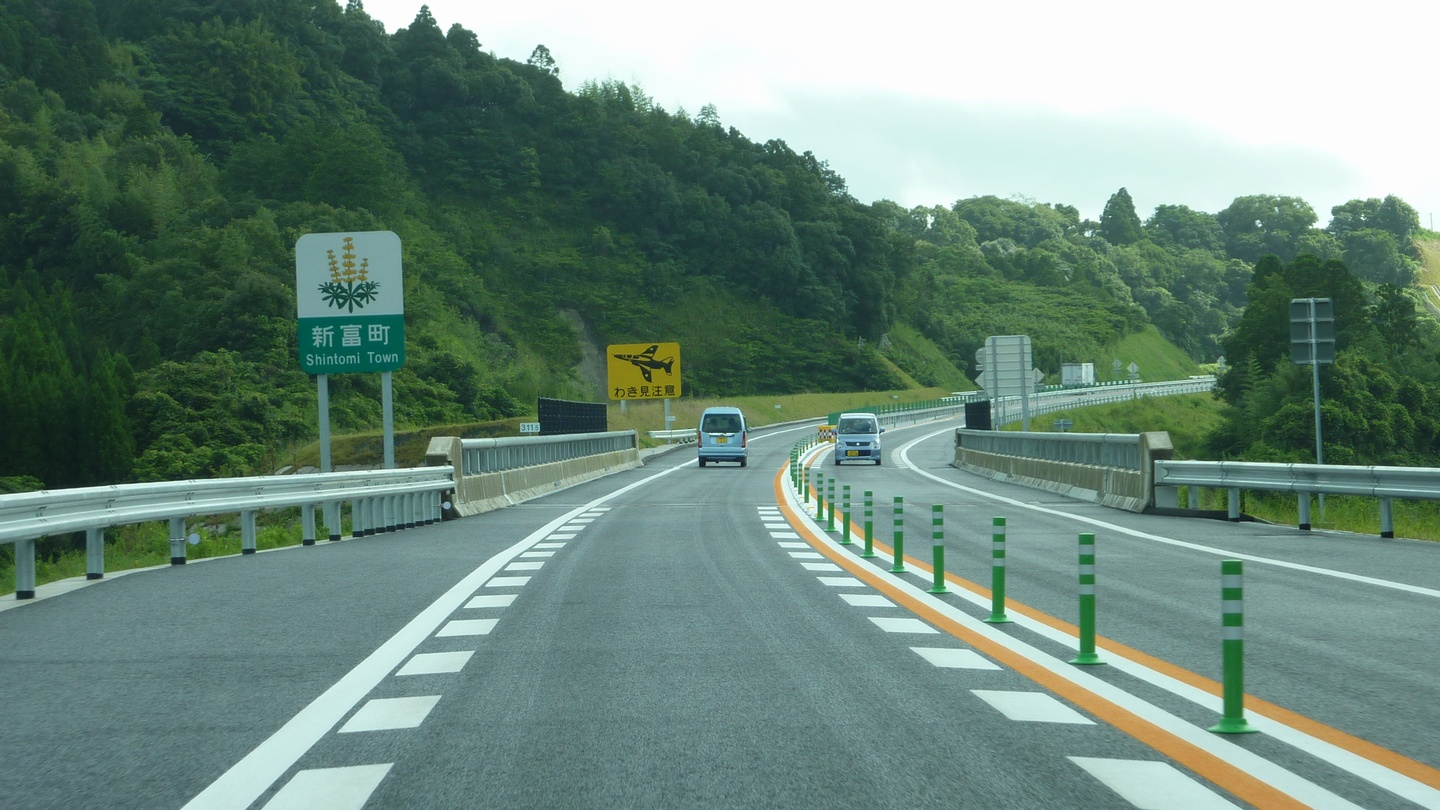
新田原基地付近にある「わき見注意」の標識 （宮崎県児湯郡新富町）
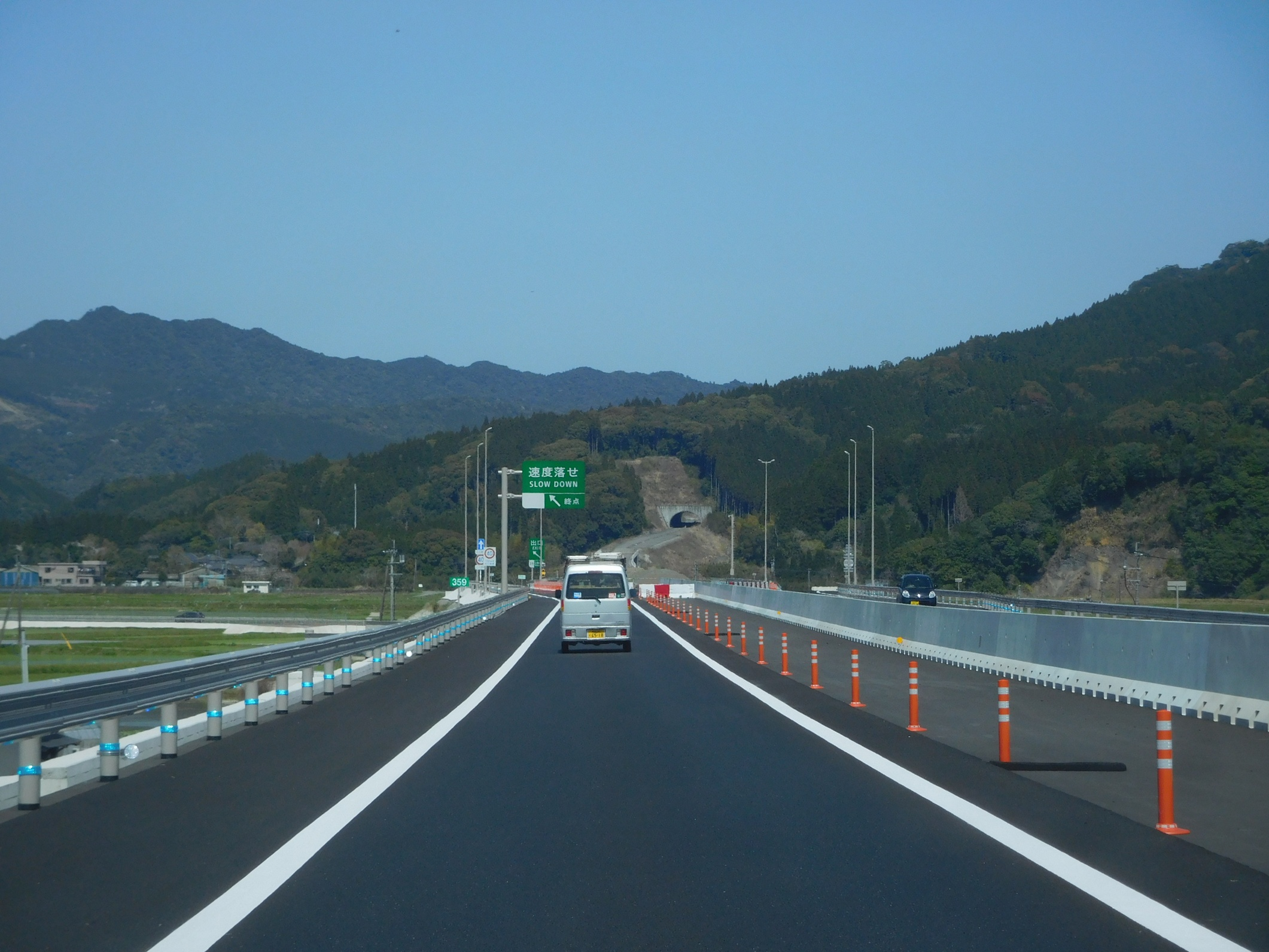
日南北郷IC付近（2018年3月） （宮崎県日南市）
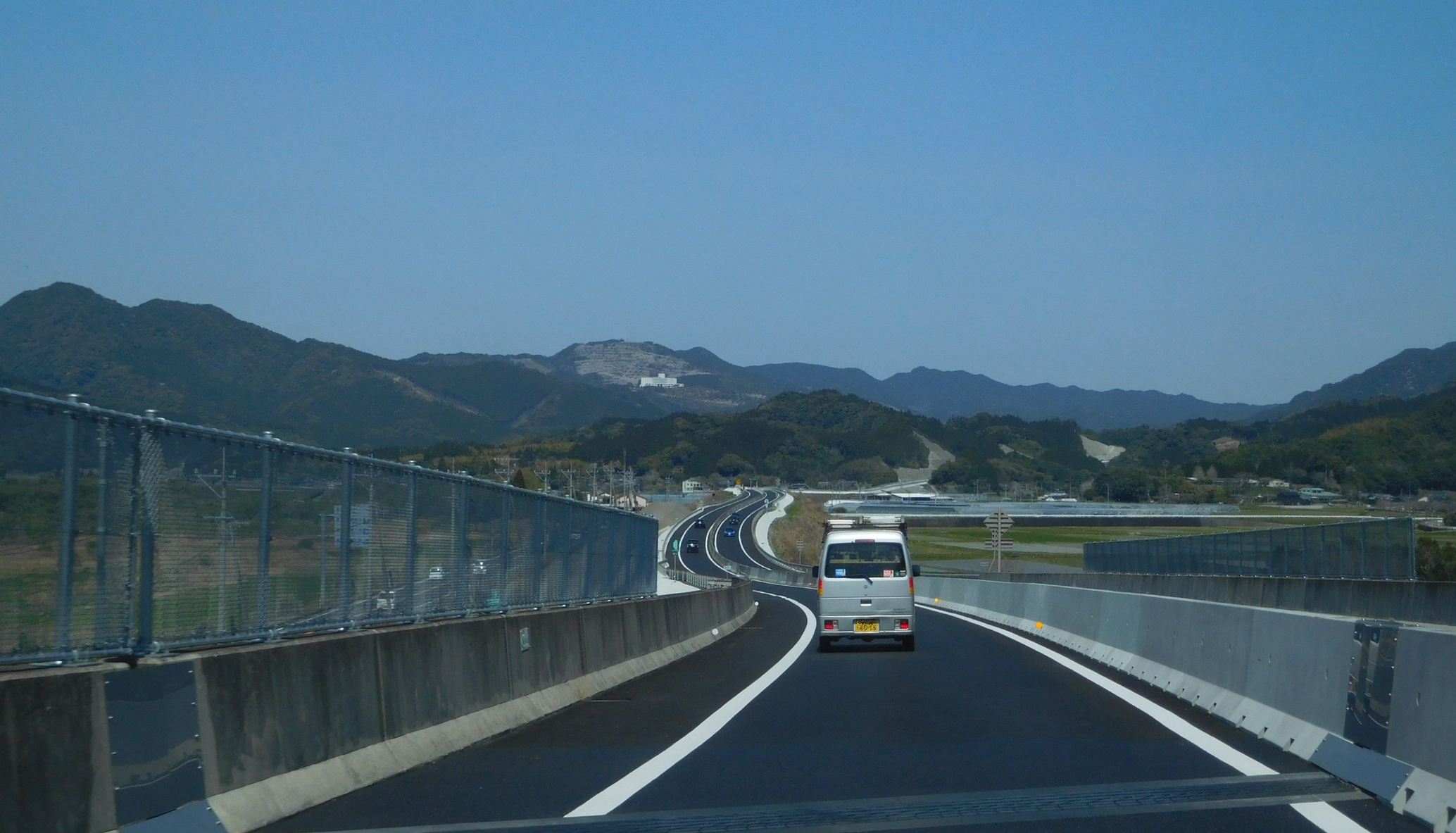
内之野川橋付近 （宮崎県日南市）
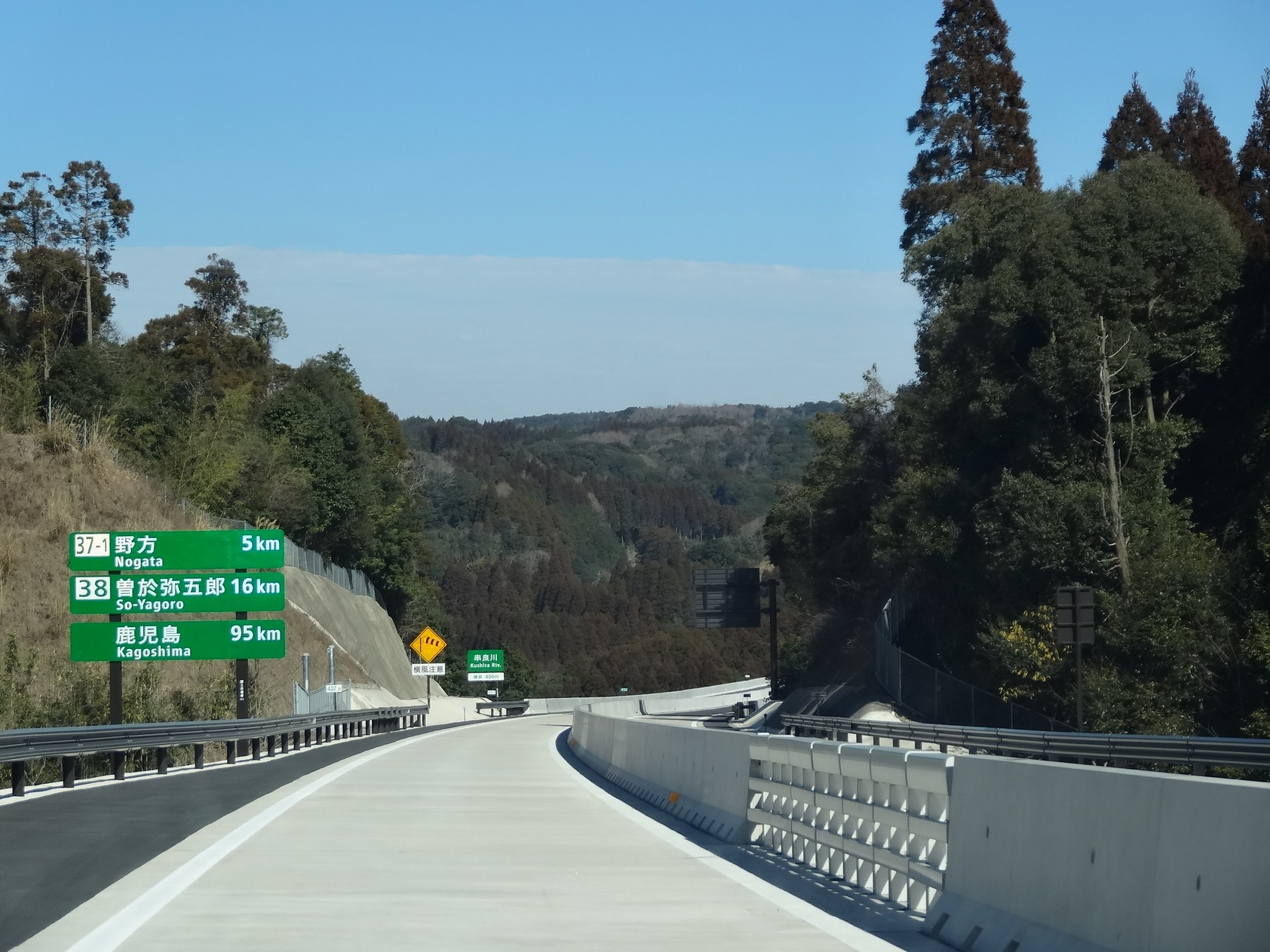
鹿屋串良JCT付近 （鹿児島県鹿屋市）
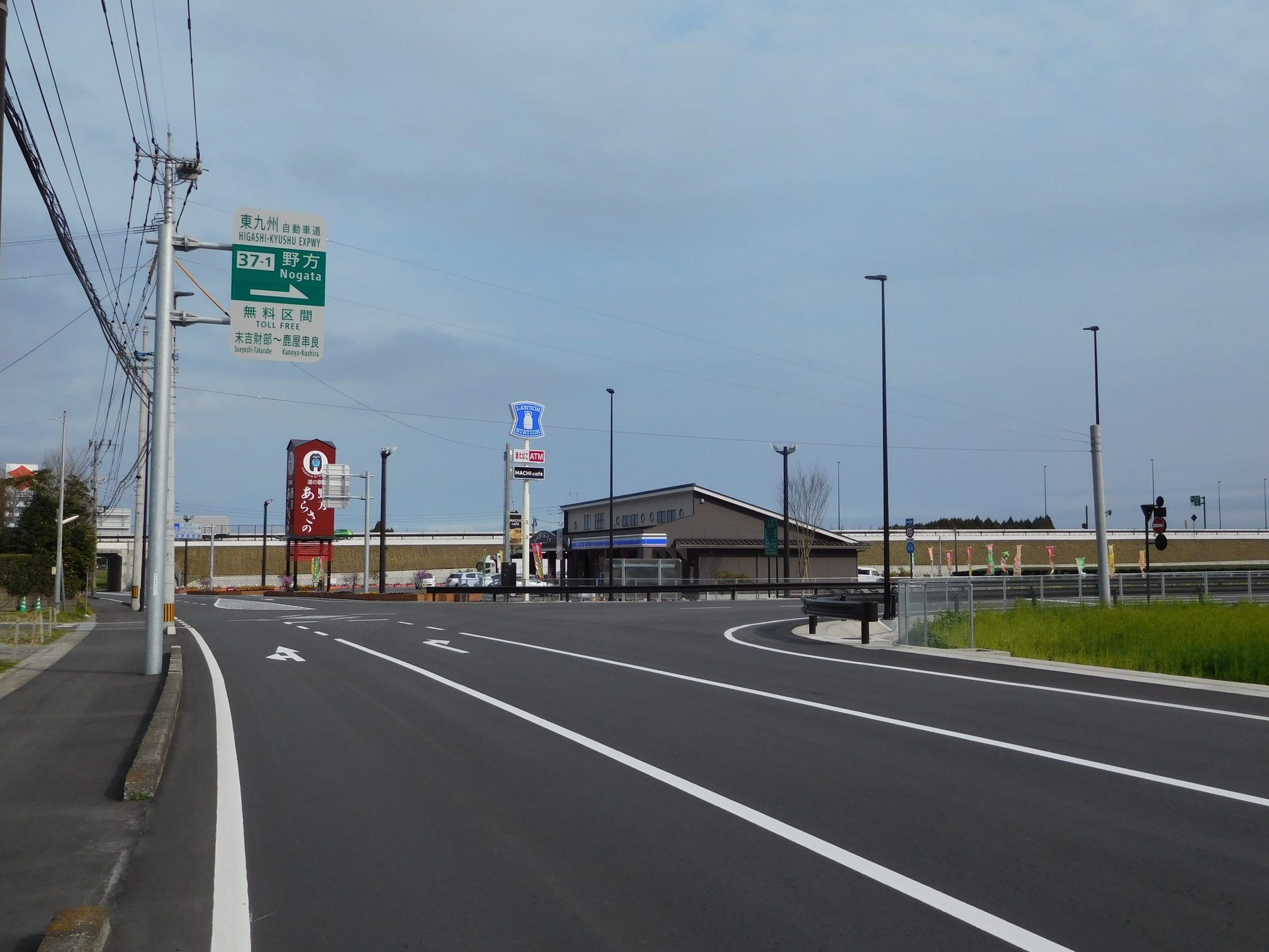
野方IC入口付近 道の駅とICが隣接 （鹿児島県曽於郡大崎町）
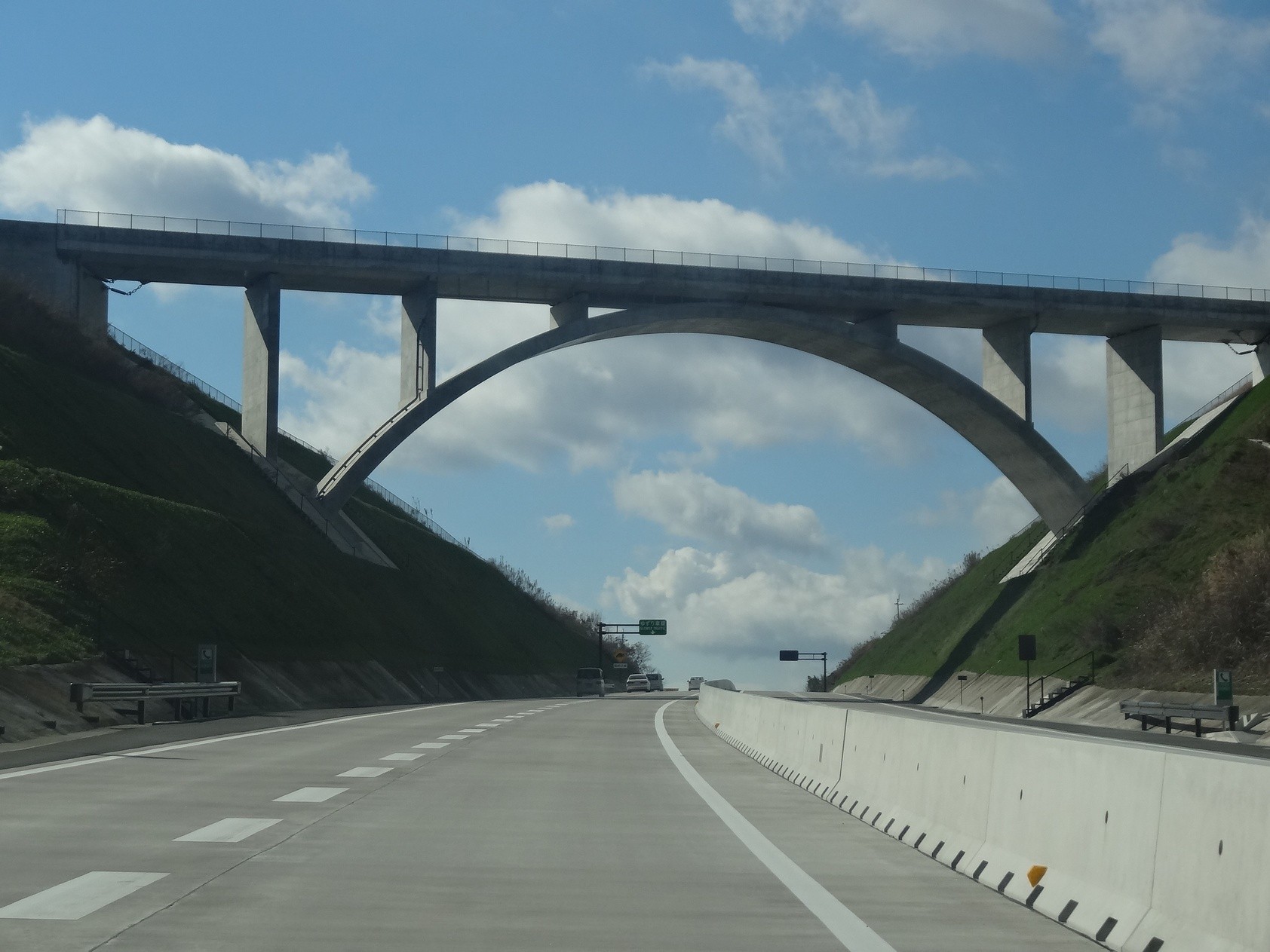
野方IC - 曽於弥五郎IC間のゆずり車線 （鹿児島県曽於市）
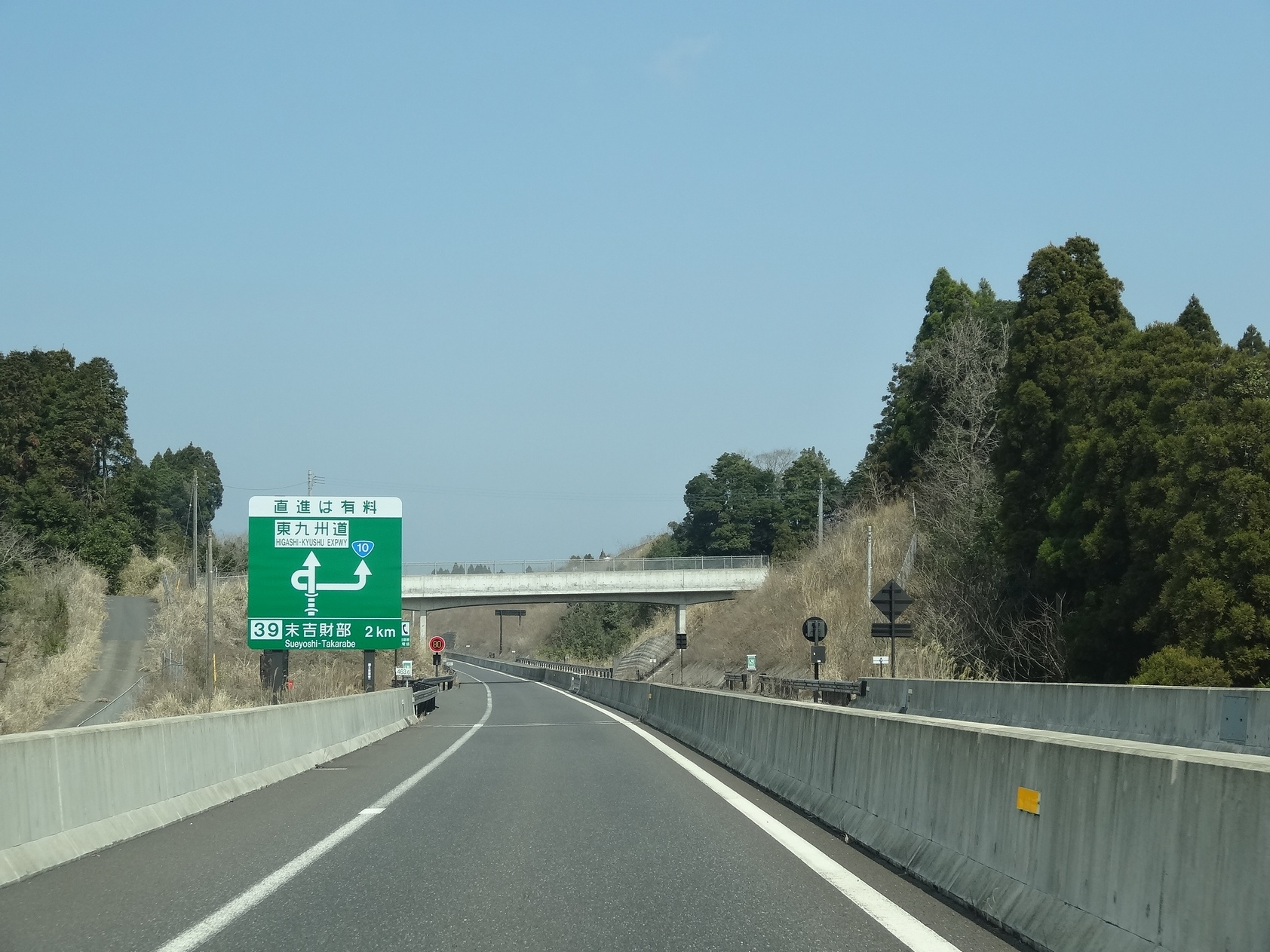
末吉財部IC付近 （鹿児島県曽於市）
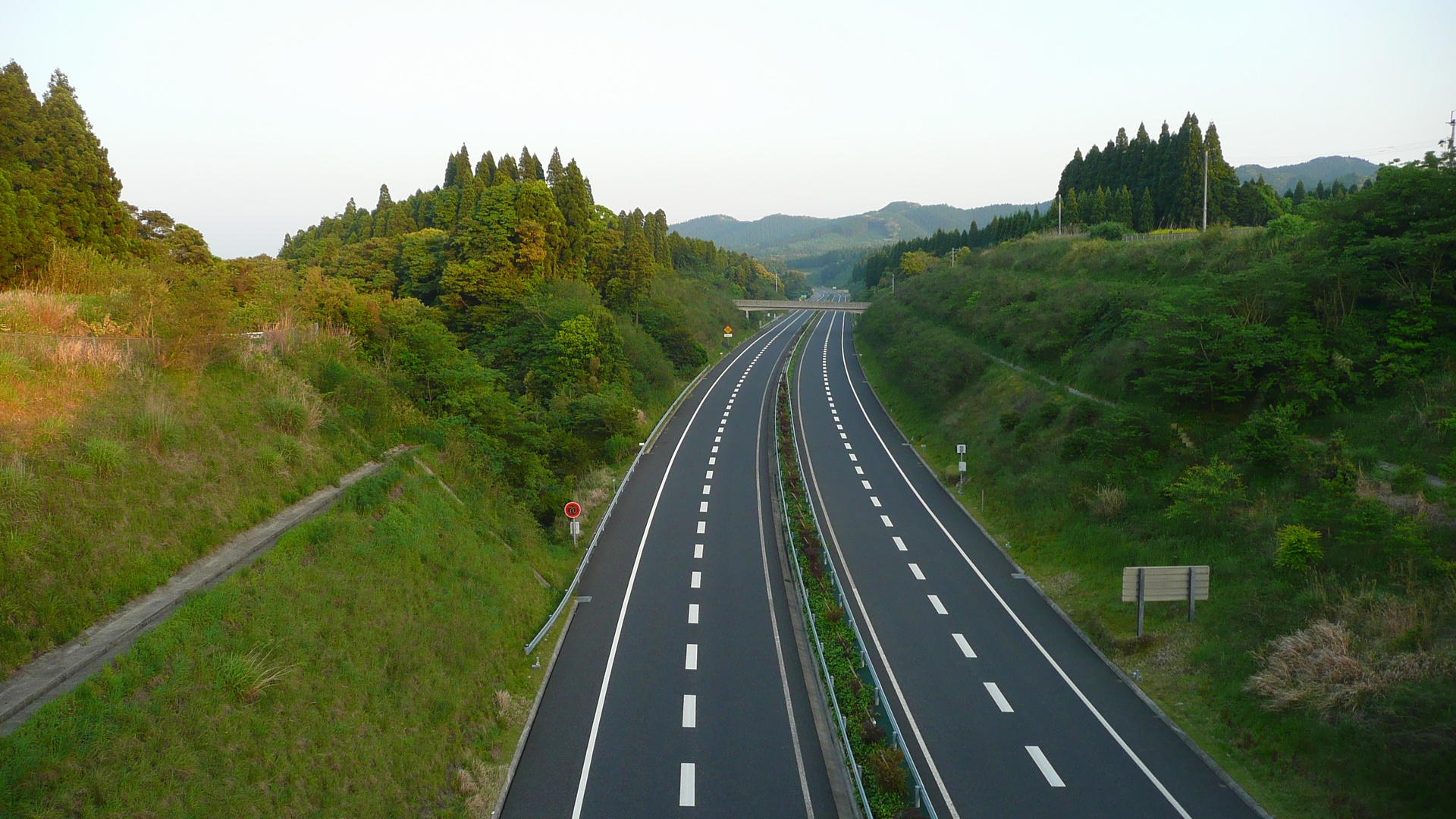
末吉財部IC - 国分IC間のゆずり車線 （鹿児島県霧島市）
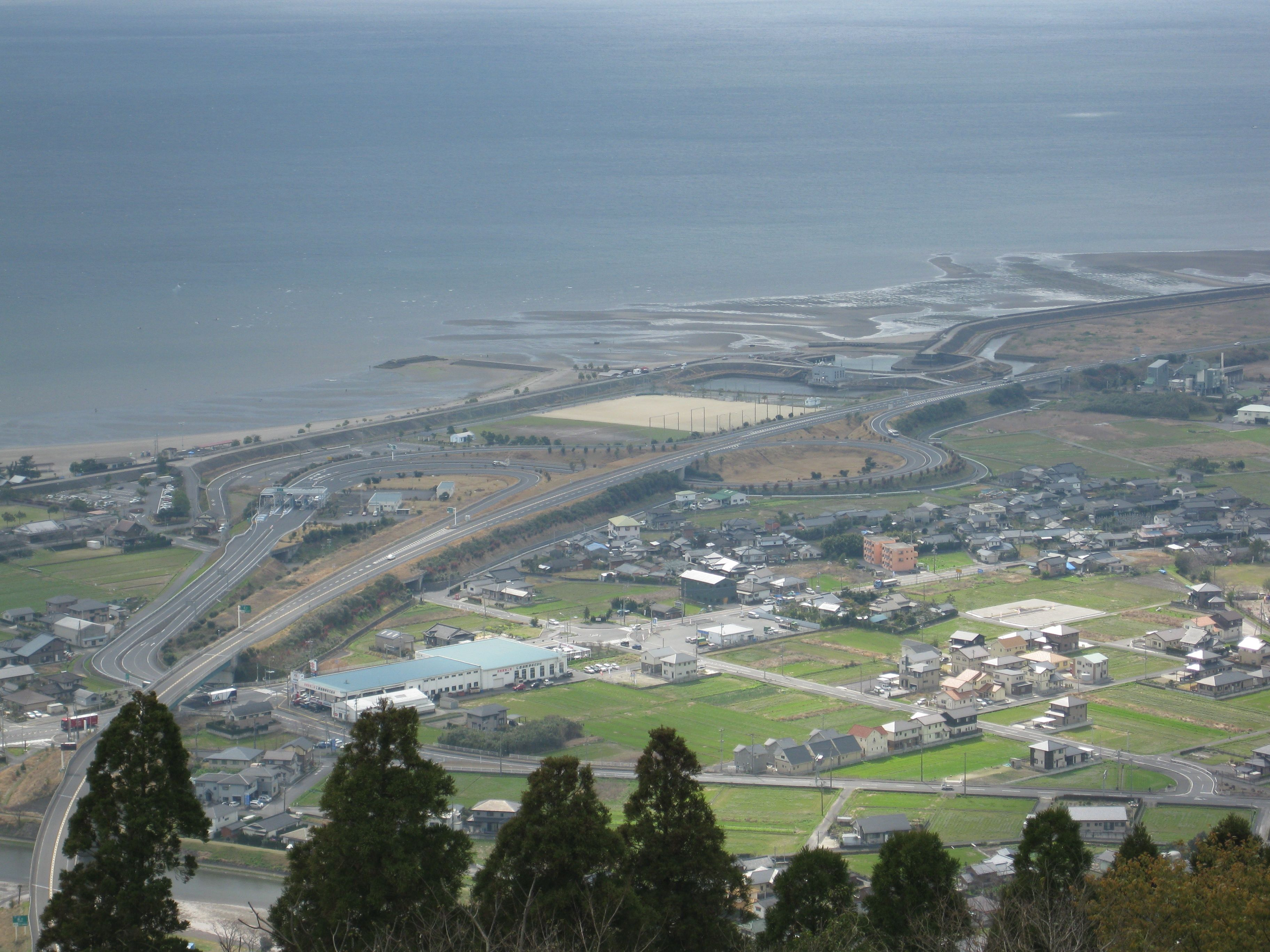
国分IC付近の展望 南方に錦江湾を臨み、国道10号と接続する （鹿児島県霧島市）
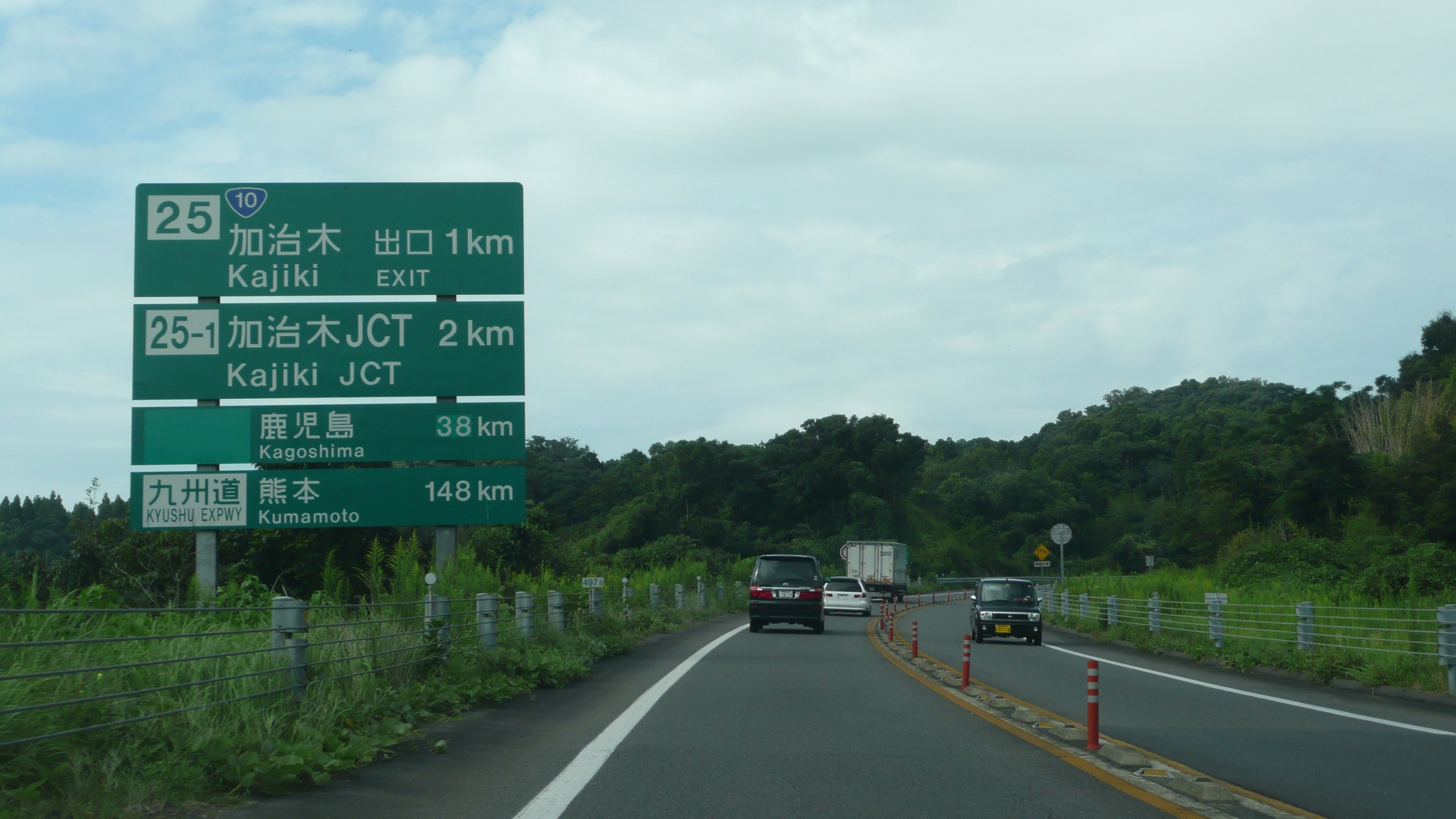
隼人道路 （鹿児島県霧島市）